# メイショウサムソン
メイショウサムソン（欧字名:Meisho Samson、2003年3月7日 - 2024年11月26日）は、日本の競走馬、種牡馬。
2006年の皐月賞、東京優駿（日本ダービー）で優勝し、前年のディープインパクトに続く史上21頭目の春のクラシック二冠を達成。小倉競馬場デビュー馬として史上初めて、東京優駿を優勝した。また2007年には、天皇賞（春）、天皇賞（秋）を制覇。タマモクロス、スペシャルウィーク、テイエムオペラオーに次いで史上4頭目の同一年天皇賞春秋連覇を果たした。野武士という異名を持つ。

## デビューまで

### 誕生までの経緯
マイヴィヴィアンは、1997年に北海道静内町で生産された、父ダンシングブレーヴ、母父サンプリンスの牝馬である。牝系は、1907年小岩井農場の基礎輸入牝馬20頭のうちの1頭、フロリースカツプから日本で拡がった「明治から続く在来牝系」（吉沢譲治）であり、曾祖母（マイヴィヴィアンの三代母）は、1959年の天皇賞（秋）、有馬記念を優勝したガーネットであった。2000年、美浦トレーニングセンターの清水利章厩舎からデビューし、10戦全敗最高3着で引退。翌2001年から生まれ故郷で繁殖牝馬となり、初年度はフジキセキと交配し流産となっていた。
2002年は、既に産駒テイエムオペラオーが活躍していたオペラハウスと交配。受胎している状態で、静内から浦河町の林孝輝牧場に移動した。2003年3月7日、林孝輝牧場にて初仔となる鹿毛の牡馬（後のメイショウサムソン）が生産される。

### 幼駒時代

#### 入厩先決定までの経緯

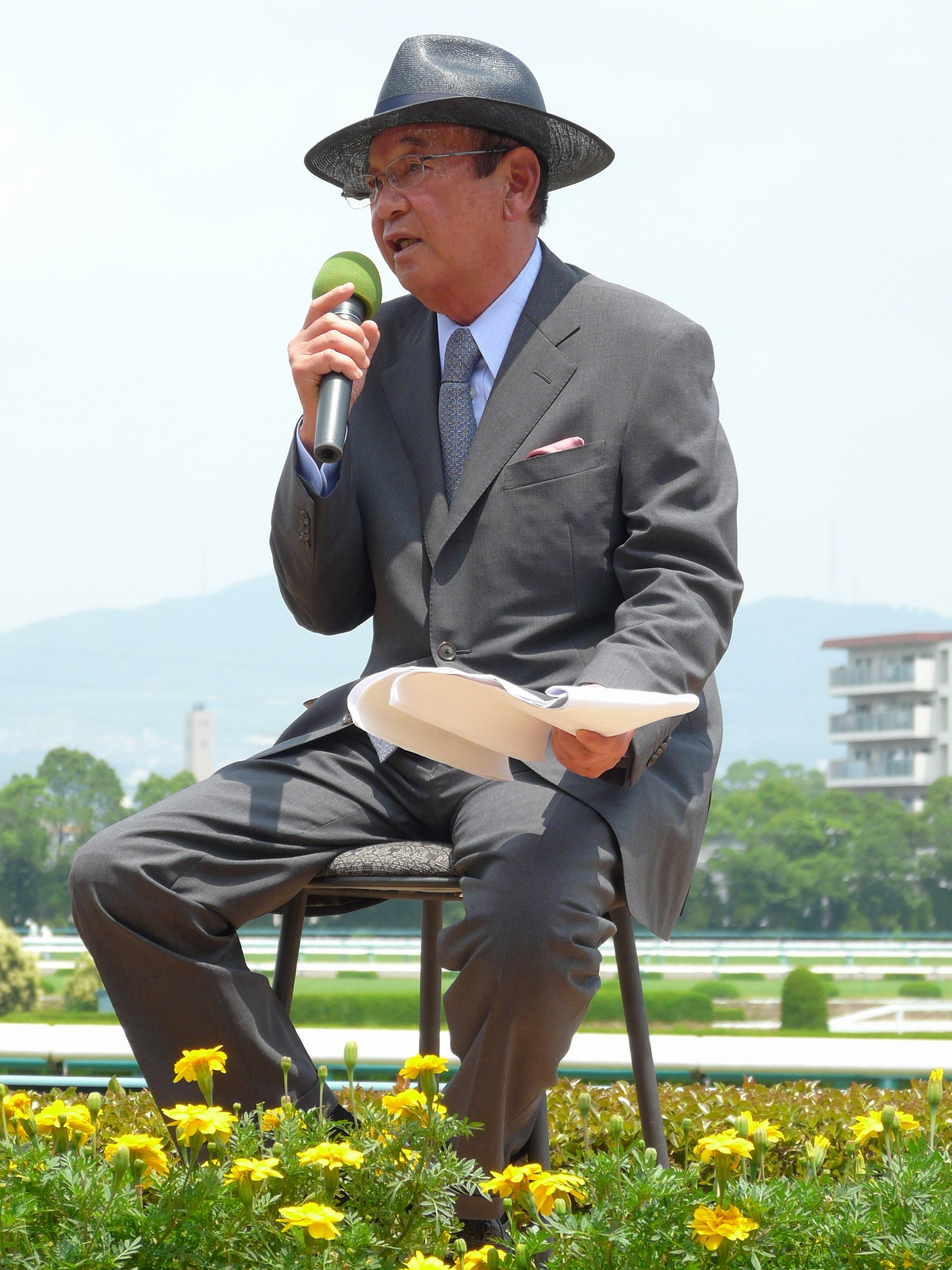
瀬戸口勉（2010年）

「マイヴィヴィアンの初仔」は1歳秋まで牧場で過ごし、怪我無く順調に育った。小さいころから体が大きく、同期の仔と相撲を取っても負けなかったという。当初は、1歳夏のサマーセールに上場させて、売却する予定であった。しかし直前に林が、浦河の生産者グループに参加。グループメンバーの三嶋牧場が音頭を取り、「マイヴィヴィアンの初仔」など4、5頭を束ねて、栗東トレーニングセンター所属の調教師瀬戸口勉に披露する機会を得た。瀬戸口は、その4、5頭から「マイヴィヴィアンの初仔」を選り抜き、瀬戸口厩舎の管理馬となることが内定した。林と瀬戸口はそれまで面識がなく、林の生産馬が瀬戸口厩舎の管理馬となるのは初めてのことだった。瀬戸口は、1975年に厩舎を開業して以来、オグリキャップやネオユニヴァースなどを管理してきたが、70歳となる2007年2月が定年、厩舎解散が目前に迫っていた。そのため2003年産、すなわち2006年に3歳となる馬が管理できる最後の世代であった。瀬戸口は、この「マイヴィヴィアンの初仔」のオーナーを探し始めた。

#### オーナー決定までの経緯

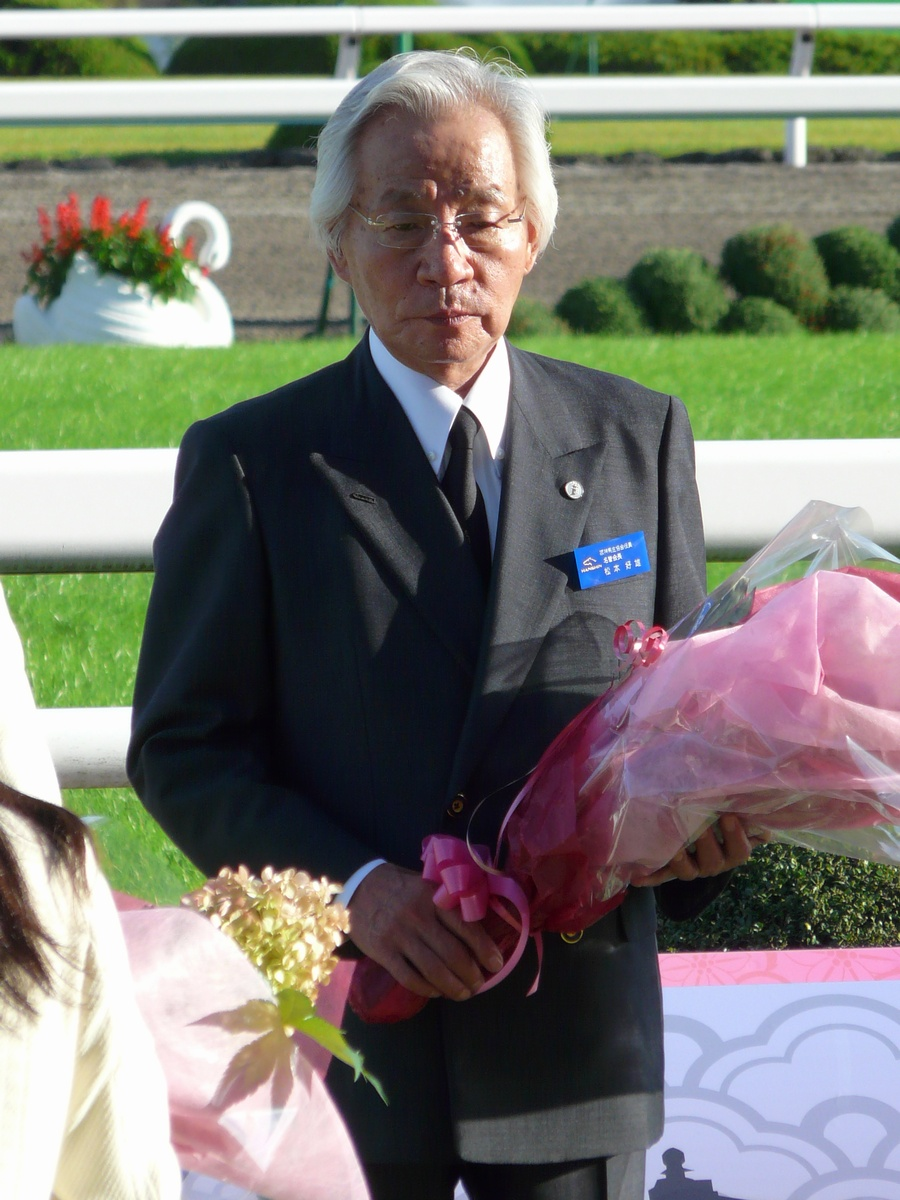
松本好雄（2010年）

オーナーを探す瀬戸口は「メイショウ」の冠名を用いる馬主、松本好雄に接近した。松本は、阪神馬主協会に属しており、主に栗東の調教師に多数の所有馬を預ける大馬主である。松本は、馬主業はあくまで趣味と捉え、効率性を求めていなかった。2001年、馬主歴28年目にしてGIタイトルを初めて掴んだ宝塚記念（メイショウドトウ）直後の祝勝会で「人がいて、馬がいて、そしてまた人がいる。」と述べているように、調教師、騎手、牧場などとのつながりを重視する馬主であった。そのため、勝率が高く値段も高い大手牧場の生産馬ではなく、縁こそあるが勝率が低く値段も安い日高地方の牧場生産馬を積極的に購入。さらにそれらの馬を厩舎の成績関係なしに、振り分けていた。また松本は、馬を見る能力はないと自認しており、馬の購入や騎手の選択、レース選択などあらゆる判断を調教師に委ねていた。このように、口出しせず、ただ馬資源のみを供給する馬主として、栗東の競馬関係者から感謝され「メイショウさん」という愛称で親しまれていた。

松本「メイショウ」の勝負服

瀬戸口は、調教師最後のクラシックを狙える馬が用意できなかったことや、「最後の世代に社長（松本）の馬がいないのは寂しい」と理由付けして、松本に購入を依頼する。さらに「まだ売れ残っている中から買ってほしい」と連絡し、松本を説得した。瀬戸口にとって「まだ売れ残っている」馬は「マイヴィヴィアンの初仔」の他に3頭存在していた。瀬戸口は生涯最後の「メイショウ」を選ぶべく、候補4頭から2頭、2頭から1頭と絞り、何とか1頭を選択。その1頭が、「マイヴィヴィアンの初仔」であった。松本は700万円で購入する。「マイヴィヴィアンの初仔」には、冠名「メイショウ」に「怪力の人」を意味する「サムソン」を組み合わせた「メイショウサムソン」という競走馬名が与えられた。
メイショウサムソンは、瀬戸口の生まれ故郷である鹿児島県鹿屋市の鹿屋共同育成センターにて育成が施された。騎乗技術に長けた騎手経験者ではなく、就業3年目の若手が担当できてしまうほどの大人しい性格だったという。

## 競走馬時代

### 2歳（2005年）

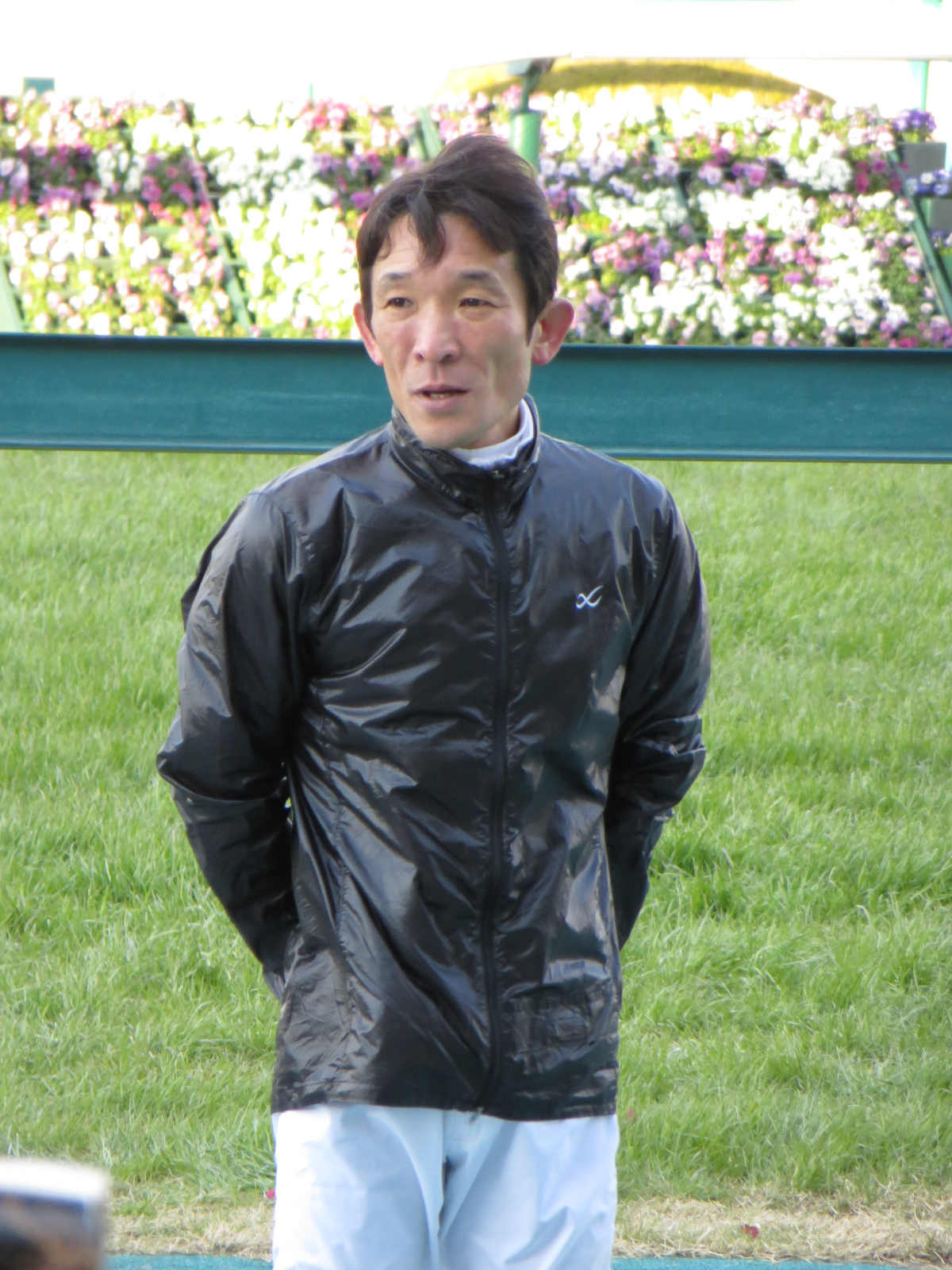
石橋守（2013年）

夏に鹿児島から、小倉競馬場に移動。7月31日の新馬戦（芝1800メートル）に石橋守が騎乗しデビューを果たす。当初騎手は、瀬戸口厩舎の主戦である福永祐一が予定されていた。しかし、デビュー前週の水曜日に福永が、新潟競馬場での騎乗を選択。急遽代役を探してまず武豊に依頼するも、他厩舎の先約があって断られ、石橋にお鉢が回ったという経緯が存在する（詳細は、メイショウサムソン#石橋守を参照。）。4番人気の支持でアタマ差の2着。その後も代役石橋が続投し、同じ小倉芝1800メートルの未勝利戦を走り続けた。8月20日は2馬身半差の3着。9月4日は、好位から抜け出し2馬身半差をつけて入線、3戦目で初勝利を挙げた。
栗東に戻り9月18日、阪神競馬場の野路菊ステークス（OP）を半馬身差で勝利し連勝。続く萩ステークス（OP）、重賞初挑戦となる東京スポーツ杯2歳ステークス（GIII）は、福永騎乗のフサイチリシャールにいずれも敗北した。着差5馬身以上の4着、2馬身半の2着となる。12月17日の中京2歳ステークス（OP）は、別定戦のため、他よりも2キログラム多い57キログラムの負担重量が課された。早めに抜け出して1番人気トップオブツヨシに2馬身差をつけて入線。57キログラムながら、2歳コースレコードを更新するタイムで3勝目を挙げた。

### 3歳（2006年）

#### 皐月賞
2月12日、きさらぎ賞（GIII）で始動。1番人気の支持を背負ってスタートし先行、早めに抜け出した。直線では正しく走れるように外側に持ち出したが、避けた内側を後方待機の2番人気ドリームパスポートに使われて差し切られ、半馬身差の2着。石橋は馬場を読めなかったこの判断を「ボクの完全な騎乗ミス」だったと振り返っている。続いて3月19日、皐月賞のトライアル競走であるスプリングステークス（GII）に参戦。東京スポーツ杯2歳ステークスの後に、朝日杯フューチュリティステークスを勝利したフサイチリシャールと、ドリームパスポートが1番人気、2番人気を占める一方、そのどちらにも敗れた経験を持つメイショウサムソンは、オッズ14.5倍の4番人気の支持だった。

大外枠から先行し好位を確保、最終コーナー手前で先頭に並びかけた。直線では背後にいたドリームパスポートとフサイチリシャールが、それぞれメイショウサムソンの内外に分かれて追い込んできた。一時並ばれかけたが、差し返して先頭で入線。フサイチリシャールにクビ差、ドリームパスポートにクビとハナ差をつけて重賞初勝利、皐月賞の優先出走権を獲得した。
4月16日、皐月賞（GI）に出走する。トライアル競走の弥生賞優勝馬アドマイヤムーンが2.2倍の1番人気、若葉ステークス優勝馬フサイチジャンクが5.6倍の2番人気に推される一方で、スプリングステークス優勝馬のメイショウサムソンは、14.5倍の6番人気の支持。前走下したフサイチリシャールや、弥生賞4着のサクラメガワンダーよりも低い評価であった。
3枠5番からスタート、ミドルペースの好位を追走した。第3コーナーから2番手のフサイチリシャールが抜け出し、それを追いかけて最終コーナーを通過。直線では、石橋が右ムチで促すとフサイチリシャールを外から捕えて抜け出した。内からドリームパスポートが脚を伸ばしてきたが、先頭を保って入線。ドリームパスポートに半馬身差をつけてGI初勝利を挙げた。石橋は、GI初勝利。瀬戸口は、2003年ネオユニヴァース以来となる皐月賞2勝目。スプリングステークス優勝馬の皐月賞優勝も同様に、ネオユニヴァース以来だった。

#### 東京優駿（日本ダービー）
5月28日、東京優駿（日本ダービー）（GI）に出走。単勝オッズ3.8倍の1番人気に支持された。2番人気は、皐月賞後方から差し届かず3着のフサイチジャンクで5.5倍。3番人気は、同じく差し届かず4着のアドマイヤムーンで5.9倍。以下、毎日杯、青葉賞と連勝中のアドマイヤメイン、2歳時3戦無敗のマルカシェンクなどが続いていた。前日から雨が降っていたが、当日昼から雨は止み、天候は晴、馬場状態は稍重で行われた。
1枠2番からスタート、アドマイヤメインがハナを奪って逃げる一方で、好位の内側を追走。アドマイヤメインの逃げは、前半の1000メートルを62.5秒で通過するスローペースだった。第3コーナーから徐々に外に進路を取り、最終コーナーを4、5番手で通過した。直線では後続が伸びを欠き、先頭はメイショウサムソンとアドマイヤメインの2頭のみの争いとなった。逃げ切りを図るアドマイヤメインに外から接近。残り200メートルで並び立ち、まもなく差し切った。アドマイヤメインが追いすがり、突き放すことはできなかったが、クビ差先着。石橋が手綱を緩める動作をしながら、先頭で入線した。GI2勝目、ダービー優勝を果たした。前年のディープインパクトに続いて、史上21頭目となる春のクラシック二冠を成し遂げた。石橋は、皐月賞に続いてGI2勝目でダービージョッキーと相成った。2着アドマイヤメインには柴田善臣が騎乗しており、競馬学校1期生同士のワンツーフィニッシュとなった。瀬戸口は、2003年ネオユニヴァース以来となるダービー2勝目で、ネオユニヴァース以来の春のクラシック二冠達成馬だった。
アドマイヤメインが迫っているにもかかわらず、手綱を緩めてクビ差での決着となった背景には諸説あり、江面弘也によれば、「訳が分からなくなって抑えた」と語られるが、河村清明によれば石橋は冷静で「今日の展開なら（中略）前のアドマイヤメインを交わせさせすれば勝てる」と考えたため流して入線したと語られており、正反対の記述が見られる。（競走に関する詳細は、第73回東京優駿を参照。）

#### 秋、三冠逃す
東京優駿の後は放牧に出ず、栗東の厩舎で夏を過ごした。東京優駿直後は曳き運動に専念し、6月下旬に回復すると朝はウッドコース、午後はプールのトレーニング。この間に馬体は大きく成長、馬体重が東京優駿時よりも20キログラム増加させている。前年のディープインパクトが三冠を果たしていたことから、1983年、1984年ミスターシービー、シンボリルドルフ以来、22年ぶり2度目「2年連続のクラシック三冠馬誕生」が期待されていた。9月24日の神戸新聞杯（GII）に1.6倍の1番人気の支持で始動。3、4番手の好位から直線に向き、前を行くフサイチリシャールやソングオブウインドを捕えて先頭となったが、大外から追い込んだ3番人気ドリームパスポートに差し切られてクビ差2着となる。

続く10月22日、三冠がかかった大一番の菊花賞（GI）に単勝オッズ2.0倍の1番人気で出走。武豊騎乗のアドマイヤメインが大逃げを打つ中、離れた馬群の好位を追走。2周目の第3コーナーから追い上げ始め、アドマイヤメインを捕らえにかかった。しかし直線は伸びがなく、失速するアドマイヤメインすらかわすことができなかった。アドマイヤメインを差し切ったソングオブウインドとドリームパスポートの争いに4馬身以上離された4着。三冠達成を逃し、二冠馬に留まった。
石橋は、自らの騎乗について、折り合いもつくなど問題はなかったと振り返っている。また瀬戸口は、体調は問題なかったと振り返っているが、伸びを欠いたのは、調教を正しく行ったにもかかわらず、直前の馬体重が神戸新聞杯のそれよりも増加していたという「体つきの変化」があったこと、レコード決着に対応できなかったことを敗因として挙げている。また担当厩務員の加藤は、「神戸新聞杯までに毎週のように併せ馬をしていたし、2歳のころから同じところにずっといて精神的なストレスがあったのかもしれない」と振り返っている。その後は古馬と対決、ジャパンカップ（GI）6着、有馬記念（GI）5着と連敗する。

### 4歳（2007年）

#### 天皇賞（春）

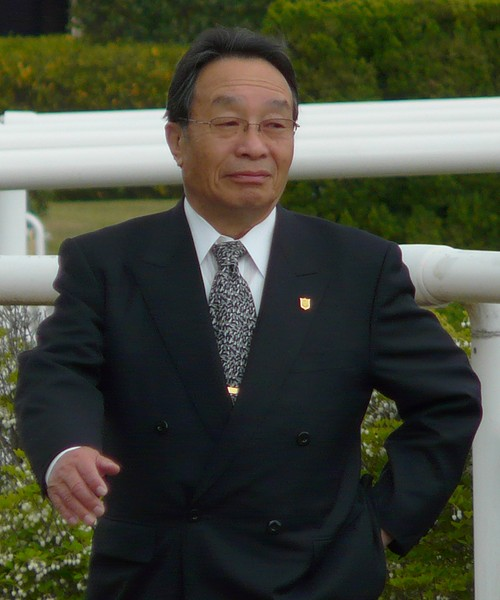
高橋成忠

有馬記念の後は、グリーンウッドファームに移動。デビュー以来初めて放牧に出された。2月末に瀬戸口の定年引退のために、厩舎が解散。松本はそれを見越して、前年末に多数の調教師を集めて、瀬戸口の後継を発表していた。松本は、厩舎開業1978年からの付き合いで、これまでメイショウエイカンやメイショウホムラ、メイショウバトラーを管理してきた栗東の高橋成忠調教師を指名する。担当厩務員の加藤は、厩舎解散に伴って栗東の梅田智之厩舎に移籍しており、新たに高橋厩舎開業1978年から所属するベテラン厩務員、中田征男が担当となった。

春の目標を天皇賞（春）に据えていた高橋は、メイショウサムソンの初戦を阪神大賞典と産経大阪杯の二択で悩んだ結果、阪神大賞典の1週間後に行われ、初戦までを長く休ませることができる大阪杯を選択する。2月28日午後に、高橋厩舎に入厩する。4月1日の産経大阪杯（GII）で転厩初戦を迎える。単勝オッズ1.9倍、コスモバルクやシャドウゲイトの1番人気だった。
スタートから中団で待機し、第3コーナーを過ぎたあたりでスパート。3番手で直線に向き、逃げるシャドウゲイトを外から捕えた。半馬身差をつけて先頭で入線。10か月ぶりの勝利で重賞4勝目となった。東京優駿優勝馬の大阪杯制覇は、グレード制導入以降、1992年トウカイテイオー、2004年ネオユニヴァース以来3頭目であった。
続いて4月29日、天皇賞（春）（GI）に参戦。ステイヤーズステークスと阪神大賞典を連勝中のステイヤー、アイポッパーに1番人気を譲り、4.5倍の2番人気であった。以下、前年のメルボルンカップ優勝馬デルタブルースが4.6倍、ダイヤモンドステークス優勝馬トウカイトリックが続いた。
スタートから中団を追走。2周目の第3コーナーから外に展開して追い上げに入り、最終コーナーで先頭に取り付いた。単独先頭で迎えた直線では、内から4番人気トウカイトリック、外から11番人気エリモエクスパイアが迫り来た。並ばれて3頭横一線となったが、そこからもう一伸びを見せて先頭を守った。外のエリモエクスパイアにハナ差、内のトウカイトリックにハナ+クビ差つけて入線。1948年1着シーマー、2着カツフジ、1995年1着ライスシャワー、2着ステージチャンプ以来レース史上3例目となるハナ差での決着で、GI3勝目を挙げた。
石橋はGI3勝目、高橋は厩舎開業30年目でGI初勝利。高橋は騎手だった頃の1964年にヒカルポーラで、1970年にリキエイカンで天皇賞（春）を勝利しており、レース史上6人目の騎手調教師双方制覇を果たした。走破タイム3分14秒1は、2006年にディープインパクトが樹立したレコード3分13秒4と0.7秒しか違わず「好タイム」（『優駿』）と称された。
それから6月24日、ファン投票1位で宝塚記念（GI）に出走。東京優駿を制した3歳牝馬ウオッカに次ぐ2番人気に支持される。スタートから中団の外、ウオッカの外を追走。直線外に持ち出し一時先頭に立つも、さらに外から追い込んだ3番人気アドマイヤムーンに並ばれた。2頭並んでしばらく競り合ったが、アドマイヤムーンに半馬身かわされて2着となる。秋は、フランスの凱旋門賞遠征が計画されたが、出国直前で馬インフルエンザに感染。前哨戦として考えていたフォワ賞に間に合わないことを理由に、計画を断念した。（詳細は、メイショウサムソン#凱旋門賞参戦を参照。）

#### 天皇賞（秋）
凱旋門賞を断念した秋は、国内に専念する。8月31日に栗東へ帰厩し調整され、10月28日の天皇賞（秋）に直行。鞍上は、ここまでデビュー戦から18戦コンビを組んだ石橋から武豊に乗り替わり参戦した（詳細は、メイショウサムソン#乗り替わり）。単勝オッズ2.9倍の1番人気の支持で、宝塚記念で先着を許したアドマイヤムーンを3.8倍の2番人気に押しのけている。以下GI4勝、前年の覇者ダイワメジャー5.6倍、直近の有馬記念2着宝塚記念3着のポップロック6.1倍で続いていた。1枠1番からスタートし、好位の内側に位置。最終コーナーで後方勢が外に広がり追い上げる中、空いた内を突いて進出した。直線で抜け出して突き放し、後方に2馬身半差をつけて先頭で入線した。直後に審議ランプが灯ったが、メイショウサムソンに関するものではなかった。
GI4勝目。1988年タマモクロス、1999年スペシャルウィーク、2000年テイエムオペラオーに次いで史上4頭目となる同一年天皇賞春秋連覇達成。東京優駿優勝馬としては、1984年ミスターシービー、1999年スペシャルウィークに次いで史上3頭目となる天皇賞（秋）優勝であった。武は、天皇賞（秋）4勝目、天皇賞10勝目であり、保田隆芳の騎手史上最多勝利記録に並んだ。

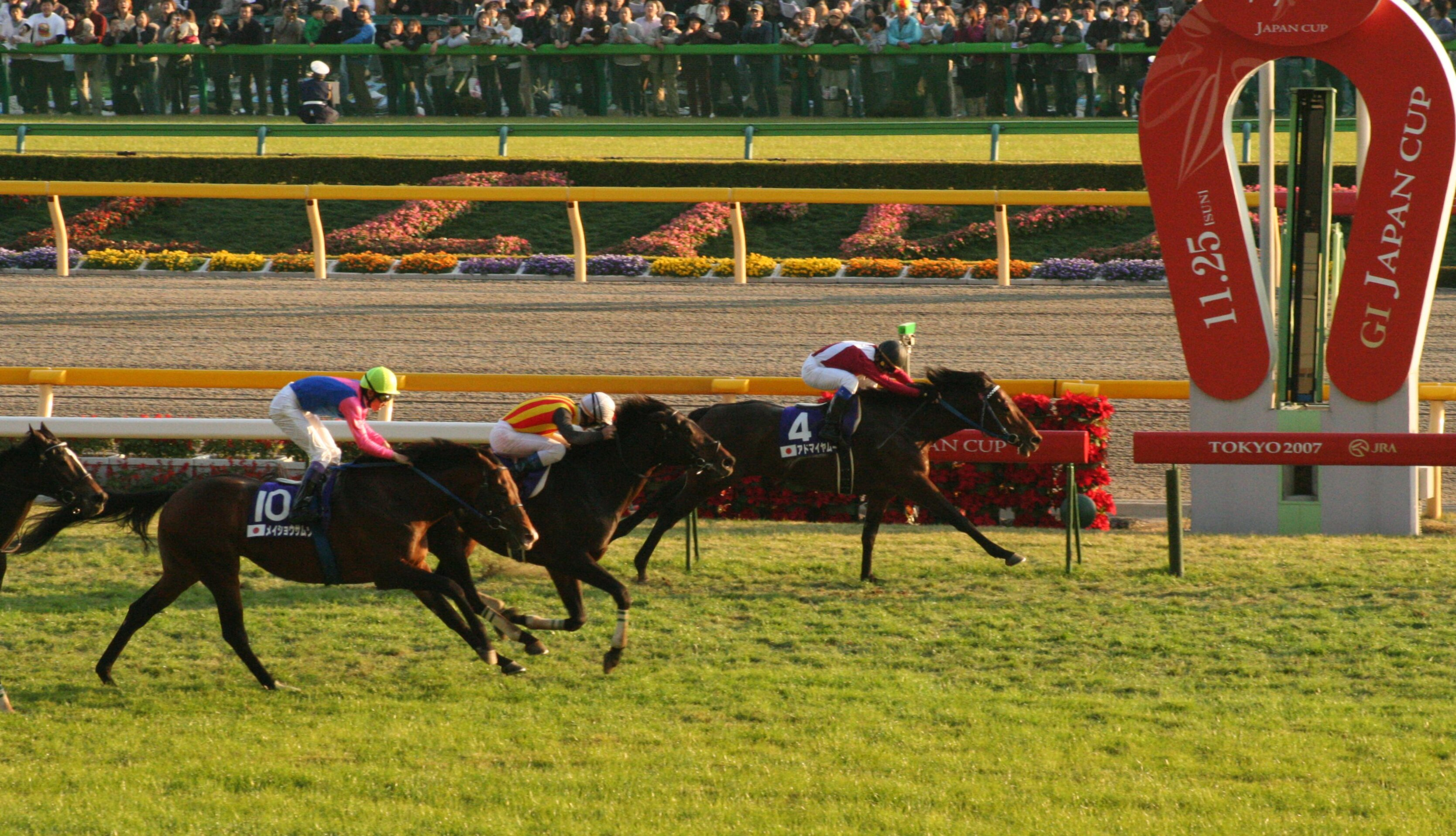
2007年ジャパンカップ3着（左、黄帽10番）

その後のメイショウサムソンは、ジャパンカップと有馬記念で1番人気に推されるも3着、8着。ジャパンカップでは、内で抜け出したアドマイヤムーンに対して大外に展開して迫った。タイムの差はなかったが、アタマとクビ差届かなかった。この年のJRA賞では、289票中17票を集め、年度代表馬選考の第3位。37票を集め、最優秀4歳以上牡馬選考の次点となり、常設された部門の受賞は逃した。しかし。史上4頭目の天皇賞春秋連覇の実績が評価されて、牝馬として64年ぶりに東京優駿を優勝したウオッカとともに特別賞を受賞。2頭同時の特別賞授与は、1999年グラスワンダーとスペシャルウィーク以来8年ぶり2度目であった。

### 5歳（2008年）
1月、松本がメイショウサムソンのこの年限りでの引退を表明する。有馬記念の敗戦直後には、ドバイ遠征計画が明かされたが、条件面での折り合いがつかずに断念。春の目標を天皇賞（春）、秋の目標を前年叶わなかった凱旋門賞参戦に定めていた。京都記念を始動戦と考えていたが見送り、大阪杯で始動して6着。続く天皇賞（春）は、アドマイヤジュピタと叩き合い、アタマ差敗れる2着。それから宝塚記念は、エイシンデピュティに逃げ切られ、再びアタマ差の2着。
大阪杯敗退直後は、凱旋門賞参戦を一度白紙に戻していたが、GIで2着となったことで一転、遠征が決定した。前哨戦を用いず、凱旋門賞に直行し10着となる（詳細は、#凱旋門賞参戦を参照。）。帰国後、天皇賞（秋）は登録したのみで回避。ジャパンカップでは石橋に乗り替わり（詳細は、#乗り替わり）6着、引退レースの有馬記念は、武に戻り8着に敗退した。2009年1月4日、京都競馬場で引退式が行われ、天皇賞（春）優勝時の6番ゼッケンに石橋、武が騎乗する姿が披露された。1月7日付でJRAの競走馬登録を抹消される。

## 引退後

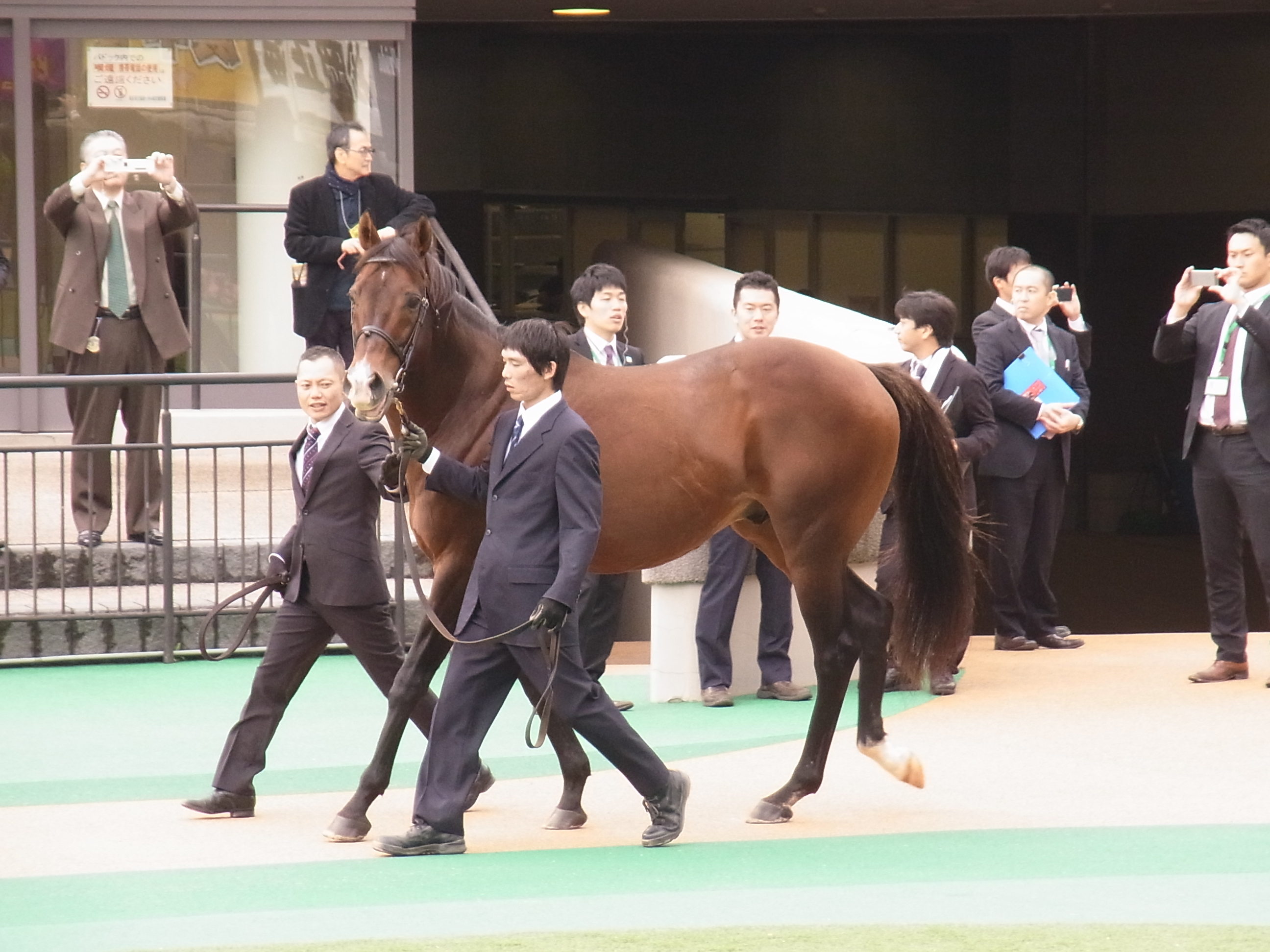
引退後のメイショウサムソン
（2014年11月2日 東京競馬場で撮影）

### 種牡馬時代
引退後は、北海道安平町の社台スタリオンステーションにて種牡馬となる。社台での繋養は、松本が引退宣言とともに予告したものだった。日高産馬、日高を応援する松本所有馬が社台での繋養となったのは、松本によれば「これだけの馬ですから、ほんとうは日高地区の種馬場に置きたいんです。でも日高でシンジケートを組もうとすると逆に生産者に経済的な負担をかけてしまう。それで、生産者の重荷にならないように」していたという。供用初年度となる2009年から2012年までは、三桁の種付け数を誇った。32頭に留まった2013年を以て社台を退き、2014年からは生まれ故郷の浦河町イーストスタッドで供用された。以降、再び三桁の種付け数には届くことはなかったが、2016年には浦河でピークとなる種付け数85頭を記録している。それ以降は、右肩下がりで減少した。種付け数が11頭に留まった2021年を最後に種牡馬を引退し、10月28日付で用途変更となる。
2012年に初年度産駒がデビュー。7月31日の門別競馬場、JRA認定アタックチャレンジ2歳未勝利にてブエラ（牝、母父:エルコンドルパサー）が勝利し、産駒初勝利を記録。翌2013年1月6日、イルミナティ（牝、母父:フジキセキ）が産駒中央初勝利を記録した。初年度産駒のうち、サムソンズプライド（牡、母父:エルコンドルパサー）は、2013年プリンシパルステークス（OP）を勝利し、メイショウサムソンを上回るデビュー12戦目で東京優駿出走を果たした。4年目、2013年産のデンコウアンジュ（牝、母父:マリエンバード）が、2015年のアルテミスステークス（GIII）を勝利し、産駒中央重賞初勝利を記録。その後のデンコウアンジュは、2019年福島牝馬ステークス（GIII）、2020年の愛知杯（GIII）を勝利したほか、2017年のヴィクトリアマイル（GI）にて、アドマイヤリードに次ぐ2着となった。その他の中央重賞優勝馬に、2年目産駒のルミナスウォリアー、4年目産駒のキンショーユキヒメやフロンテアクイーン、アスターサムソンがいる。

### 功労馬時代
イーストスタッドを退いてからは認定NPO法人引退馬協会に譲渡され、日高町のひだか・ホース・フレンズで功労馬に転じる。引退馬協会が行う「ナイスネイチャ・33歳のバースデードネーション」の10頭目の対象馬となった。2022年から引退名馬繋養展示事業の対象馬となっていた。
所有者によると2024年10月末に癌の診断を受け、療養に努めてきたが、11月26日朝、心不全のため、死亡した。21歳没。

## 競走成績
以下の内容、netkeiba.comおよびJBISサーチの情報に基づく。
| 競走日 | 競走日 | 競走日 | 競馬場     | 競走名       | 格   | 距離（馬場）  | 頭 数 | 枠 番 | 馬 番 | オッズ （人気） | 着順 | タイム （上り3F） | 着差 | 騎手   | 斤量 [kg] | 1着馬 （2着馬）        | 馬体重 [kg] |
| ------ | ------ | ------ | ---------- | ------------ | ---- | ------------- | ----- | ----- | ----- | --------------- | ---- | ----------------- | ---- | ------ | --------- | ---------------------- | ----------- |
| 2005.  | 07.    | 31     | 小倉       | 2歳新馬      |      | 芝1800m（稍） | 12    | 4     | 4     | 14.0（4人）     | 02着 | 01:53.5 （35.3）  | -0.0 | 石橋守 | 54        | グロリアスウィーク     | 498         |
|        | 08.    | 20     | 小倉       | 2歳未勝利    |      | 芝1800m（良） | 9     | 8     | 8     | 04.3（2人）     | 03着 | 01:48.3 （35.7）  | -0.4 | 石橋守 | 54        | エイシンチャンドラ     | 492         |
|        | 09.    | 04     | 小倉       | 2歳未勝利    |      | 芝1800m（良） | 14    | 6     | 10    | 02.2（1人）     | 01着 | 01:50.5 （35.5）  | -0.4 | 石橋守 | 54        | （キングエンペラー）   | 496         |
|        | 09.    | 18     | 阪神       | 野路菊S      | OP   | 芝1600m（良） | 11    | 8     | 11    | 03.1（1人）     | 01着 | 01:36.0 （35.0）  | -0.1 | 石橋守 | 54        | （タガノマーシャル）   | 490         |
|        | 10.    | 29     | 京都       | 萩S          | OP   | 芝1800m（重） | 8     | 7     | 7     | 03.4（2人）     | 04着 | 01:50.0 （34.8）  | -0.9 | 石橋守 | 56        | フサイチリシャール     | 496         |
|        | 11.    | 19     | 東京       | 東スポ杯2歳S | GIII | 芝1800m（良） | 11    | 6     | 6     | 18.7（5人）     | 02着 | 01:47.3 （33.8）  | -0.4 | 石橋守 | 55        | フサイチリシャール     | 500         |
|        | 12.    | 17     | 中京       | 中京2歳S     | OP   | 芝1800m（良） | 10    | 7     | 8     | 03.0（2人）     | 01着 | R1:47.5 （34.9）  | -0.3 | 石橋守 | 57        | （トップオブツヨシ）   | 504         |
| 2006.  | 02.    | 12     | 京都       | きさらぎ賞   | GIII | 芝1800m（良） | 12    | 6     | 7     | 03.4（1人）     | 02着 | 01:47.5 （35.0）  | -0.1 | 石橋守 | 57        | ドリームパスポート     | 508         |
|        | 03.    | 19     | 中山       | スプリングS  | GII  | 芝1800m（良） | 16    | 8     | 16    | 14.5（4人）     | 01着 | 01:48.9 （36.2）  | -0.0 | 石橋守 | 56        | （フサイチリシャール） | 508         |
|        | 04.    | 16     | 中山       | 皐月賞       | GI   | 芝2000m（良） | 18    | 3     | 5     | 14.5（6人）     | 01着 | 01:59.9 （35.1）  | -0.1 | 石橋守 | 57        | （ドリームパスポート） | 504         |
|        | 05.    | 28     | 東京       | 東京優駿     | GI   | 芝2400m（稍） | 18    | 1     | 2     | 03.8（1人）     | 01着 | 02:27.9 （35.1）  | -0.1 | 石橋守 | 57        | （アドマイヤメイン）   | 502         |
|        | 09.    | 24     | 中京       | 神戸新聞杯   | GII  | 芝2000m（良） | 16    | 1     | 2     | 01.6（1人）     | 02着 | 01:58.1 （35.0）  | -0.0 | 石橋守 | 56        | ドリームパスポート     | 512         |
|        | 10.    | 22     | 京都       | 菊花賞       | GI   | 芝3000m（良） | 18    | 6     | 12    | 02.0（1人）     | 04着 | 03:03.4 （34.9）  | -0.7 | 石橋守 | 57        | ソングオブウインド     | 518         |
|        | 11.    | 26     | 東京       | ジャパンC    | GI   | 芝2400m（良） | 11    | 8     | 11    | 16.0（4人）     | 06着 | 02:25.9 （34.5）  | -0.8 | 石橋守 | 55        | ディープインパクト     | 514         |
|        | 12.    | 24     | 中山       | 有馬記念     | GI   | 芝2500m（良） | 14    | 5     | 8     | 21.4（4人）     | 05着 | 02:32.7 （35.4）  | -0.8 | 石橋守 | 55        | ディープインパクト     | 518         |
| 2007.  | 04.    | 01     | 阪神       | 産経大阪杯   | GII  | 芝2000m（良） | 11    | 3     | 3     | 01.9（1人）     | 01着 | 02:01.4 （34.4）  | -0.1 | 石橋守 | 59        | （シャドウゲイト）     | 518         |
|        | 04.    | 29     | 京都       | 天皇賞（春） | GI   | 芝3200m（良） | 16    | 3     | 6     | 04.5（2人）     | 01着 | 03.14.1 （34.7）  | -0.0 | 石橋守 | 58        | （エリモエクスパイア） | 516         |
|        | 06.    | 24     | 阪神       | 宝塚記念     | GI   | 芝2200m（稍） | 18    | 8     | 17    | 04.2（2人）     | 02着 | 02.12.5 （36.6）  | -0.1 | 石橋守 | 58        | アドマイヤムーン       | 518         |
|        | 10.    | 28     | 東京       | 天皇賞（秋） | GI   | 芝2000m（稍） | 16    | 1     | 1     | 02.9（1人）     | 01着 | 01.58.4 （34.6）  | -0.4 | 武豊   | 58        | （アグネスアーク）     | 518         |
|        | 11.    | 25     | 東京       | ジャパンC    | GI   | 芝2400m（良） | 18    | 5     | 10    | 01.8（1人）     | 03着 | 02.24.7 （33.9）  | -0.0 | 武豊   | 57        | アドマイヤムーン       | 518         |
|        | 12.    | 23     | 中山       | 有馬記念     | GI   | 芝2500m（稍） | 15    | 1     | 1     | 02.4（1人）     | 08着 | 02.35.2 （37.2）  | -1.6 | 武豊   | 57        | マツリダゴッホ         | 520         |
| 2008.  | 04.    | 06     | 阪神       | 産経大阪杯   | GII  | 芝2000m（良） | 11    | 6     | 7     | 03.4（2人）     | 06着 | 01.59.2 （35.0）  | -0.5 | 武豊   | 59        | ダイワスカーレット     | 518         |
|        | 05.    | 04     | 京都       | 天皇賞（春） | GI   | 芝3200m（良） | 14    | 5     | 8     | 04.8（2人）     | 02着 | 03.15.1 （34.9）  | -0.0 | 武豊   | 58        | アドマイヤジュピタ     | 514         |
|        | 06.    | 29     | 阪神       | 宝塚記念     | GI   | 芝2200m（重） | 14    | 2     | 2     | 02.1（1人）     | 02着 | 02.15.3 （36.9）  | -0.0 | 武豊   | 58        | エイシンデピュティ     | 510         |
|        | 10.    | 05     | ロンシャン | 凱旋門賞     | G1   | 芝2400m（良） | 16    | 5     | 5     |                 | 10着 |                   |      | 武豊   | 59.5      | Zarkava                | -           |
|        | 11.    | 30     | 東京       | ジャパンC    | GI   | 芝2400m（良） | 17    | 1     | 2     | 06.5（3人）     | 06着 | 02.26.0 （34.4）  | -0.5 | 石橋守 | 57        | スクリーンヒーロー     | 516         |
|        | 12.    | 28     | 中山       | 有馬記念     | GI   | 芝2500m（良） | 14    | 6     | 9     | 08.4（4人）     | 08着 | 02:32.5 （37.3）  | -1.0 | 武豊   | 57        | ダイワスカーレット     | 520         |

- タイム欄のRはレコード勝ちを示す。

## 種牡馬成績
以下の内容は、JBISサーチの情報に基づく。
| 種付年度 | 種付頭数 | 生産頭数 | 血統登録頭数 | 出走頭数 | 勝馬頭数 | 重賞勝馬頭数 | AEI  | CPI  |
| -------- | -------- | -------- | ------------ | -------- | -------- | ------------ | ---- | ---- |
| 2009     | 101      | 71       | 69           | 60       | 34       | 1            | 0.94 |      |
| 2010     | 111      | 84       | 82           | 73       | 47       | 2            | 0.89 |      |
| 2011     | 122      | 99       | 98           | 89       | 62       | 1            | 0.89 |      |
| 2012     | 105      | 72       | 71           | 59       | 46       | 3            | 1.30 |      |
| 2013     | 32       | 27       | 27           | 26       | 14       | 0            | 0.91 |      |
| 2014     | 43       | 35       | 34           | 31       | 21       | 0            | 0.46 |      |
| 2015     | 59       | 51       | 51           | 44       | 25       | 1            | 0.62 |      |
| 2016     | 85       | 58       | 57           | 50       | 30       | 0            | 0.38 |      |
| 2017     | 55       | 40       | 38           | 33       | 23       | 0            | 0.99 |      |
| 2018     | 47       | 30       | 30           | 24       | 13       | 0            | 0.37 |      |
| 2019     | 31       | 23       | 23           | 21       | 12       | 0            | 0.34 |      |
| 2020     | 25       | 13       | 13           | 11       | 5        | 1            | 0.43 |      |
| 2021     | 11       | 9        | 9            | 8        | 3        | 0            | 0.37 |      |
| 合計     | 合計     | 合計     | 602          | 529      | 335      | 9            | 0.84 | 1.11 |

- 情報は、2025年7月11日時点。
- 出走頭数、勝馬頭数、重賞勝馬頭数、アーニングインデックス、コンパラブルインデックスは、平地競走に限る。

### 主な産駒

#### グレード制重賞優勝馬
- 2011年産
  - ルミナスウォリアー（2017年函館記念） - 母父:アグネスタキオン[112]
- 2013年産
  - デンコウアンジュ（2015年アルテミスステークス、2019年福島牝馬ステークス、2020年愛知杯）- 母父:マリエンバード[113]
  - キンショーユキヒメ（2018年福島牝馬ステークス）- 母父:サンデーサイレンス[114]
  - アスターサムソン（2018年京都ハイジャンプ）- 母父:サンデーサイレンス[115]
  - フロンテアクイーン（2019年中山牝馬ステークス）- 母父:サンデーサイレンス[116]

#### 地方重賞優勝馬
- 2010年産
  - キリノトップラン（2013年ロータスクラウン賞）- 母父:Alydeed（英語版）[117]
- 2011年産
  - ノゾミダイヤ（2014年オータムカップ、岐阜金賞、東海ゴールドカップ、2015年白銀争覇）- 母父:バブルガムフェロー[118]
- 2012年産
  - ランデックアロマ（2015年ハヤテスプリント）- 母父:フレンチデピュティ[119]
- 2016年産
  - オオエフォーチュン（2019年ゴールドジュニア）- 母父:キングカメハメハ[120]
- 2021年産
  - バレンタインガール（2024年ロータスクラウン賞）- 母父:マンハッタンカフェ[121]

#### その他
- 2010年産
  - サムソンズプライド（2013年プリンシパルステークス）- 母父:エルコンドルパサー[122]
- 2012年産
  - レッドソロモン（2015年若葉ステークス、2015年アンドロメダステークス）- 母父:サンデーサイレンス[123]

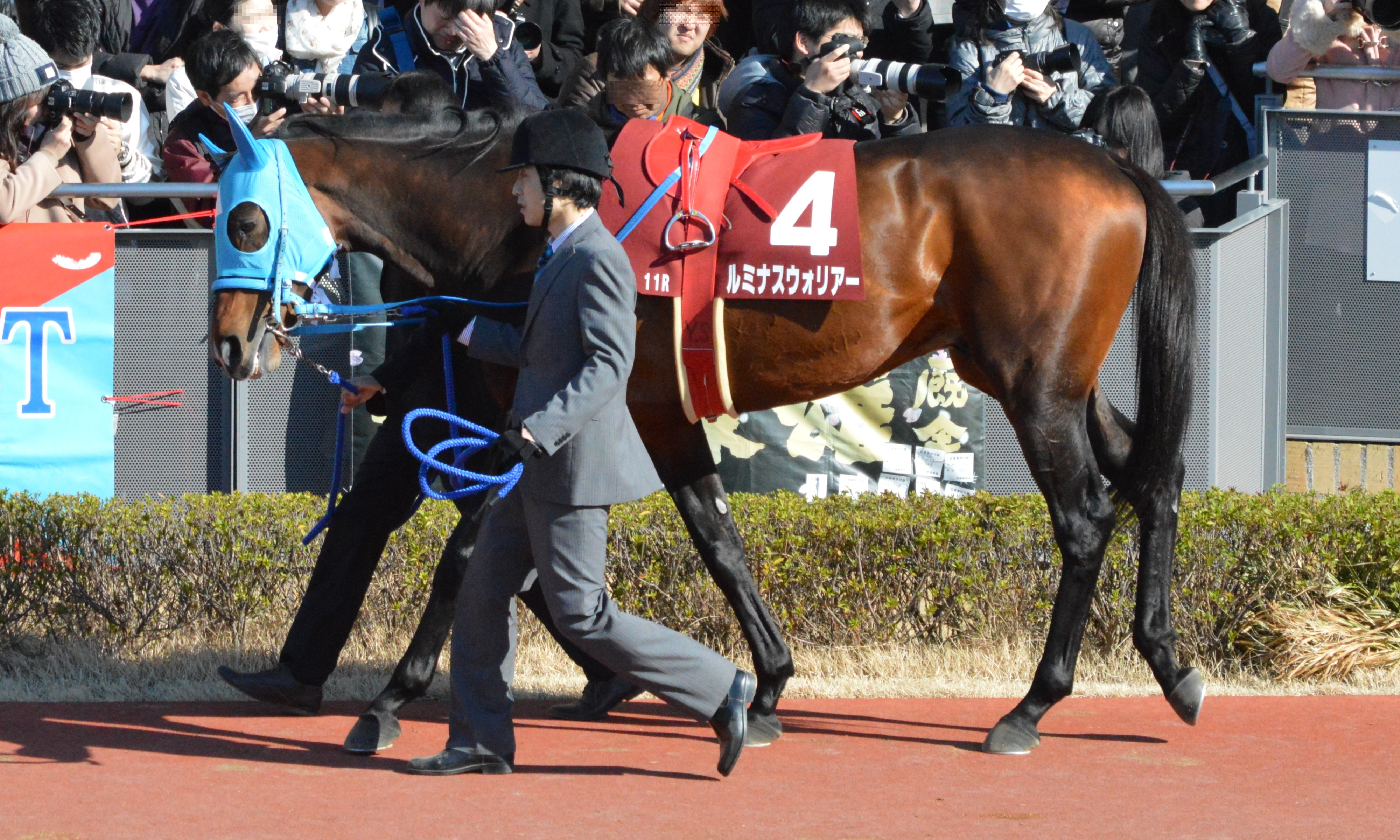
ルミナスウォリアー
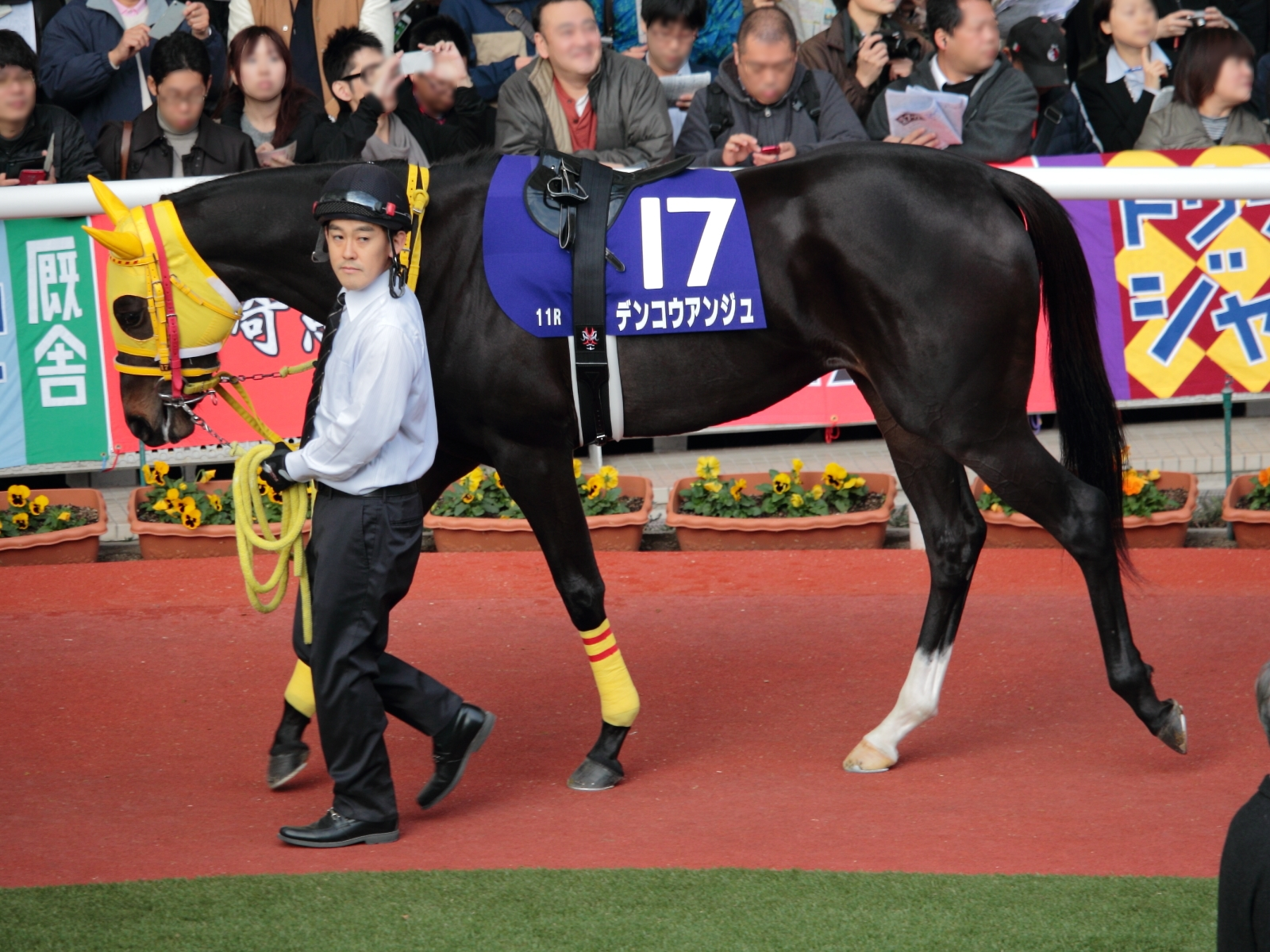
デンコウアンジュ
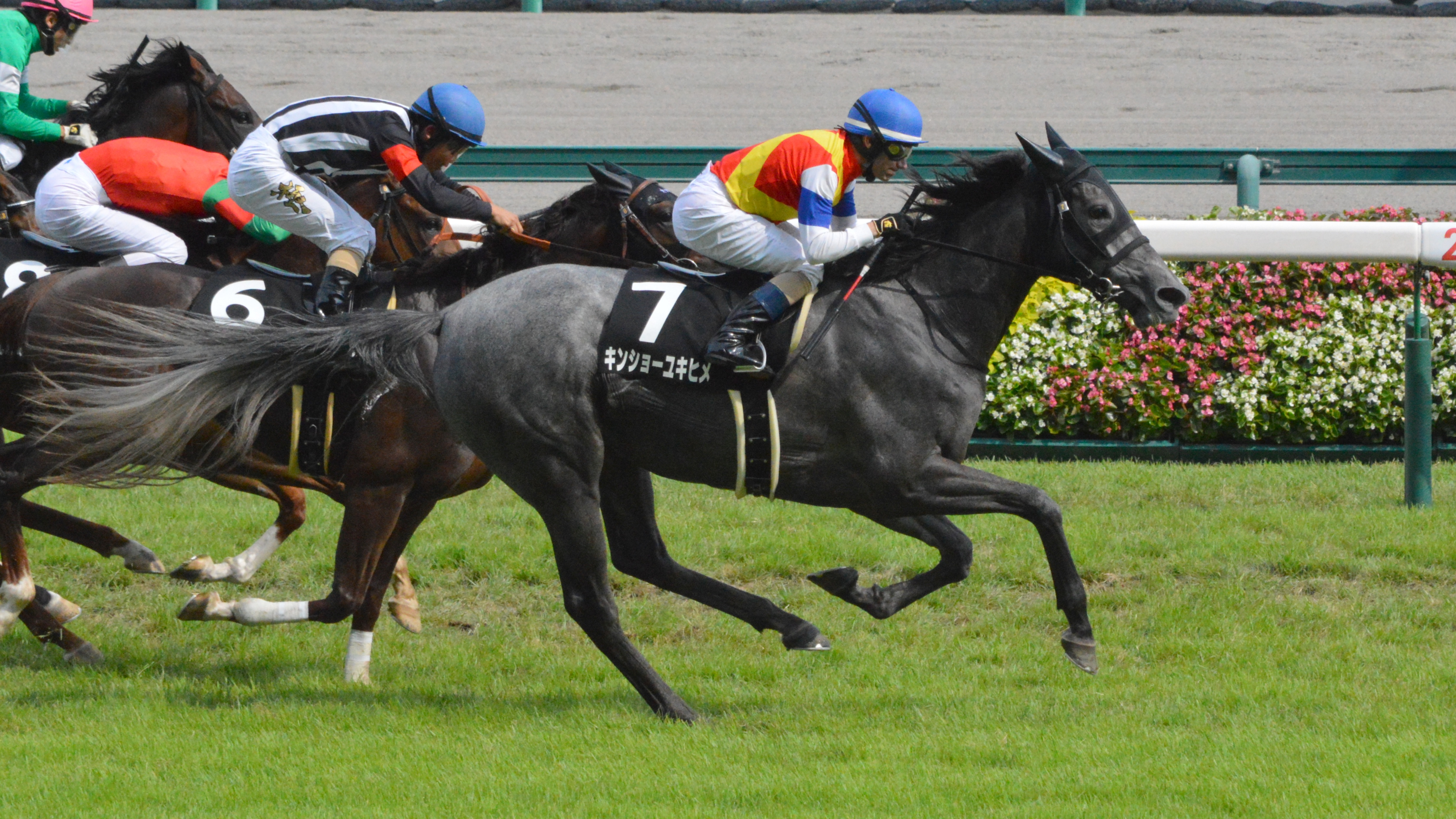
キンショーユキヒメ
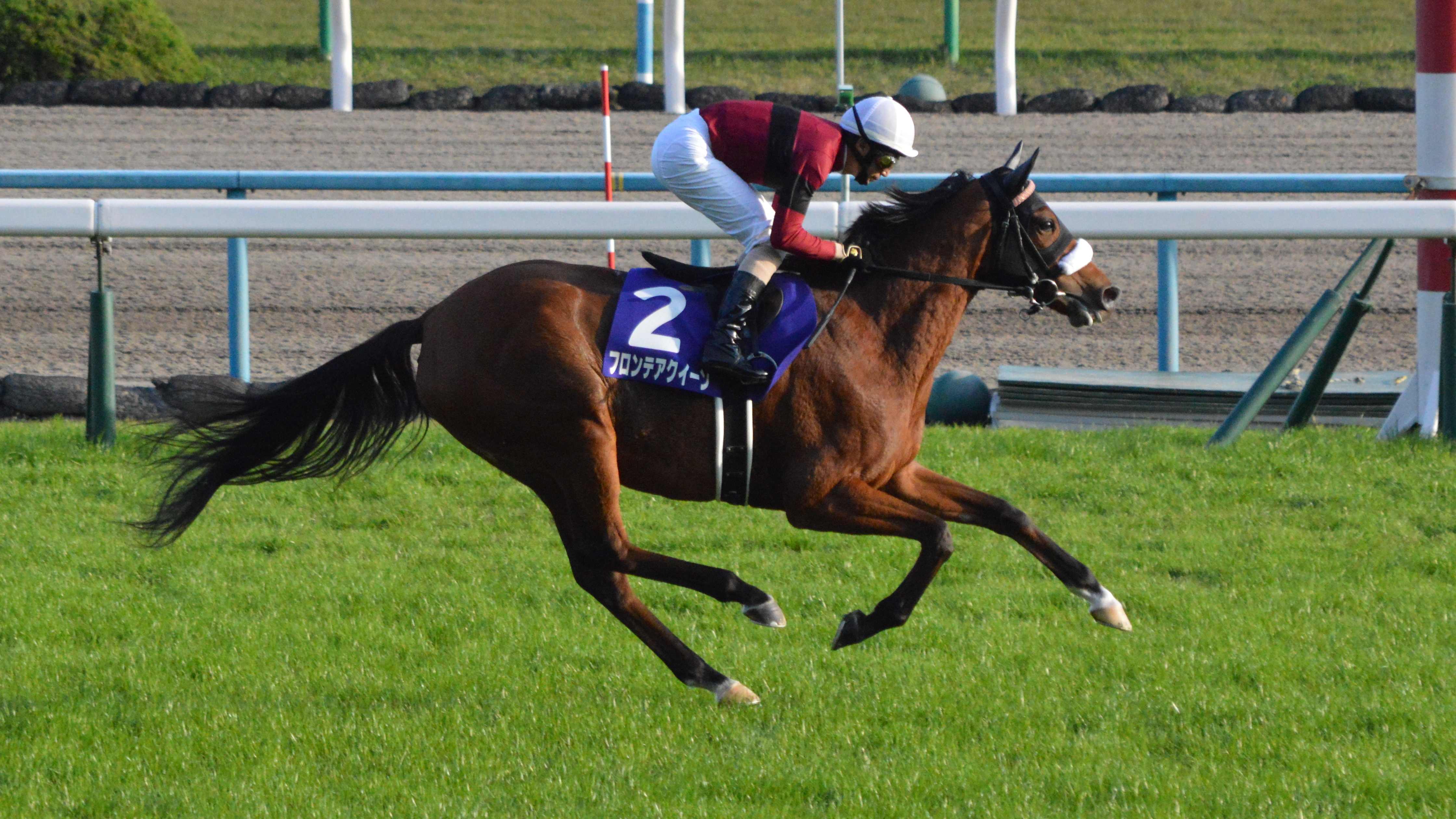
フロンテアクイーン

### 母の父としての産駒

#### 地方重賞優勝馬
- 2019年産
  - イカニカン（2022年九州ダービー栄城賞）- 父:ダノンレジェンド[124]
- 2021年産
  - ヴィヴィアンエイト（2023年ブロッサムカップ、ラブミーチャン記念、2024年フロイラインスプリント）- 父:フリオーソ[125]
- 2022年産
  - ケンシレインボー（2025年東京湾カップ）- 父:レインボーライン[126]

## 評価

### ファン投票による評価
| 年     | 競走名   | 票         | 順位 | 出否 | 出典    |
| ------ | -------- | ---------- | ---- | ---- | ------- |
| 2006年 | 宝塚記念 | 02万4698票 | 9位  | 回避 | [ 127 ] |
| 2006年 | 有馬記念 | 08万0943票 | 03位 | 05着 | [ 128 ] |
| 2007年 | 宝塚記念 | 07万6932票 | 01位 | 02着 | [ 129 ] |
| 2007年 | 有馬記念 | 10万2560票 | 02位 | 08着 | [ 130 ] |
| 2008年 | 宝塚記念 | 06万6597票 | 02位 | 02着 | [ 131 ] |
| 2008年 | 有馬記念 | 11万3124票 | 03位 | 08着 | [ 132 ] |

## 非主流の立場からのクラシック戴冠
メイショウサムソンに関わる人々は、総じて3歳GI、クラシックで毎年のように主役を張るような立場にいなかった。調教師の瀬戸口は、定年に向けて管理馬を削減しており、騎手の石橋はGI未勝利、担当厩務員の加藤繁雄は担当馬の重賞未勝利。さらに日高地方並びに浦河町の牧場は、サンデーサイレンスとその産駒で社台グループの大躍進を許しており、その格差は河村清明によれば「もはや挽回が利かないほど」だった。また、日高地方静内に繋養されていたメイショウサムソンの父オペラハウスも種付け数を大きく減少させている現状があった。
高額な良血馬と良血馬を掛け合わせて、最新施設でトレーニングを積む大手牧場生産馬が毎年のようにクラシックで良績を挙げている状況にあって、日高を応援する松本は、メイショウドトウで宝塚記念（GI）を勝利した過去を持ちながらも、自身の持ち馬でのクラシック勝利は「特に難しい」と考えていた。そんな状況でのメイショウサムソンの活躍は、柏木集保によれば「中小の生産牧場や、多くのオーナー、また多くのジョッキーにも、勇気を呼び覚まさせる希望の逆転快走だった」と表している。
後に凱旋門賞へ挑むことになるが（後述）、松本は動機の一つとして「日高の馬のためにも世界の頂点に行ってみたいという思いもある」と述べている。日高の生産馬として凱旋門賞に参戦するのは、1969年に着外のスピードシンボリ、1986年に14着のシリウスシンボリに続く3頭目。2頭は共にシンボリ牧場生産、所有であり、大規模経営を行うオーナーブリーダーによる挑戦だった。対してメイショウサムソンは、中小牧場の生産馬、個人馬主の所有。江面弘也によれば「日高の中小牧場で生まれた馬が凱旋門賞に出走するのは初めてといってもよく、日本の生産界にとっても意義のあることだ」という。凱旋門賞の応援にあたって松本は、林とその妻、縁の深い日高の生産者10人の旅費を負担。その額は「重賞の1着賞金にもなるとかならないとか」（田中哲実）だった。

### 日高、浦河産馬

#### 林孝輝牧場
北海道浦河町の林牧場は、1956年に林喜久治が開いた家族経営の牧場である。喜久治の子である孝輝が継承して林孝輝牧場を名乗り、メイショウサムソンが活躍する頃は、9頭から10頭の繁殖牝馬を繋養していた。メイショウサムソンが出現する前までは、喜久治の代だった1984年産シーキャリアー（父:サドンソー）の、1991年七夕賞（GIII）勝利が最初で最後の中央競馬重賞タイトルであった。七夕賞優勝当時の喜久治は「おそらく私の一生涯で重賞はこれ1回きりでしょう。」と述べていた。またスプリングステークスを優勝した際の喜久治は、生産馬をクラシックに出走させることが「夢」だったと述べている。
メイショウサムソンが生産される2003年は、牧場にとっては仔3頭、繁殖牝馬1頭を失った年でもあった。そんな中、孝輝の妻の叔父から「ダンシングブレーヴの肌馬をやってみないか」と購入の誘いを持ち掛けられていた。孝輝はそれを了承。叔父は、ダンシングブレーヴの繁殖牝馬を2頭所有していたが、孝輝にどちらかを選択する権利はなかった。叔父は自ら、お腹の中にメイショウサムソンが宿るマイヴィヴィアンを選択して手放し、孝輝に売却している。そして産まれたメイショウサムソンは、交配した叔父の牧場ではなく、林孝輝牧場に東京優駿（日本ダービー）や天皇賞のタイトルをもたらすこととなった。スプリングステークスが牧場にとって15年ぶり、孝輝にとって初めてとなる中央競馬重賞勝利。皐月賞が初GIおよびクラシック初勝利である。浦河産馬としては、皐月賞優勝は1999年テイエムオペラオー以来。東京優駿優勝は1997年サニーブライアン以来であった。
2013年に林孝輝牧場で生産した父メイショウサムソンの仔、フロンテアクイーン（父:サンデーサイレンス）は、重賞2着6回の他に2019年の中山牝馬ステークス（GIII）を勝利。中山牝馬ステークスが、牧場にとってメイショウサムソンの天皇賞（秋）以来の重賞勝利であった。

#### オペラハウス産駒
2002年は、日本で大繁栄した種牡馬サンデーサイレンスが種付けシーズン途中で体調不良となり、種付けを中止。また体調不良から回復せず、間もなく死亡したことから、2003年産は、サンデーサイレンス産駒の実数が前年に比べて半減。並びに、サンデーサイレンス産駒にとって最後のクラシックとなっていた。東京優駿に駒を進めたサンデーサイレンス産駒は18頭中4頭に留まったが、さらにサンデーサイレンスの孫、スペシャルウィークやフジキセキ、アグネスタキオン産駒が4頭出走。父、母父など血統表の中のどこかにサンデーサイレンスの名前がある産駒は18頭中12頭存在した。そんな中、父オペラハウス、母父ダンシングブレーヴのメイショウサムソンは、サンデーサイレンス産駒やサンデーサイレンスの孫を押しのけて東京優駿を優勝。掲示板内はメイショウサムソン以外、サンデーサイレンス産駒とサンデーサイレンスの孫が占めていた。
そのようなメイショウサムソンのクラシックでの活躍は、馬産地の行動に影響を与えた。日高の日本軽種馬協会静内種馬場に繋養されていたメイショウサムソンの父、オペラハウスの種付け数がV字回復していた。1999年は産駒テイエムオペラオーの活躍もあり、種付け数は99頭。それからメイショウサムソンが宿ることになる2003年まで種付け数は約90頭を保ち続けていたが、2004年、2005年と種付け数は27頭、28頭と大きく減少させていた。ところが2006年、メイショウサムソンの活躍に共鳴した生産者が、オペラハウスを選択。オペラハウスの種付け数は、前年比5倍増となる157頭まで増加していた。その157頭から101頭の産駒、2007年産が誕生。その中から、マジェスティバイオ（日高地方平取町生産、母父:ヘクタープロテクター）が2011年と2012年のJRA賞最優秀障害馬を受賞する活躍を見せた。

### 7月小倉デビュー

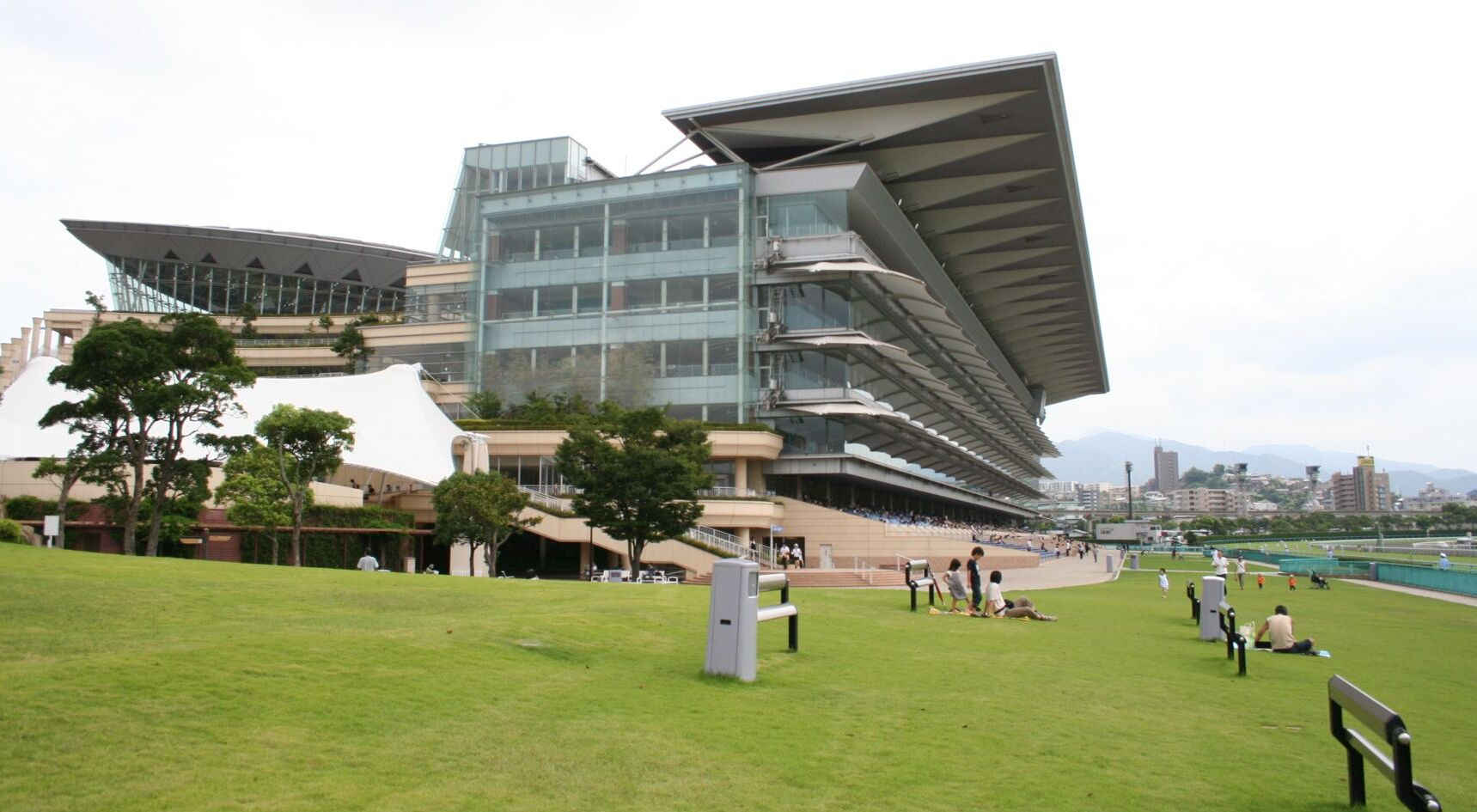
小倉競馬場

2歳7月の小倉デビューから10戦に出走し、東京優駿のタイトルに到達。この当時あまり見られなかった成り上がりは「異色のダービー馬」（石田敏徳）と言い表された。2歳時はクラシック出走の予感がなく7戦に出走。重賞出走は1回のみ、オープン競走を2勝する裏街道を進んでいた。3歳になってから重賞戦線に乗り、トライアル競走を用いるなど軌道に乗り、クラシック二冠を果たした。騎乗した石橋も、2歳11月の東京スポーツ杯2歳ステークス2着の時点では、賞金の面で「久しぶりにクラシックに乗れるな」と思ったのみ、クラシック制覇を意識し始めたのは、3歳3月皐月賞トライアルのスプリングステークスで優勝してからであった。
小倉デビューの皐月賞優勝は、1954年ダイナナホウシュウ、1990年ハクタイセイに続いて史上3頭目。小倉デビューの東京優駿優勝は、史上初めてであった。また7月デビューの東京優駿優勝は、1989年ウィナーズサークル以来17年ぶり、デビュー以来二桁の出走数を持つ東京優駿優勝は、1994年ナリタブライアン以来12年ぶりだった。

### 石橋守
メイショウサムソンがデビューした2005年、瀬戸口厩舎の主戦騎手でメイショウサムソンの主戦騎手となる予定だった福永祐一は、フェブラリーステークス、桜花賞、NHKマイルカップ、優駿牝馬、朝日杯フューチュリティステークスのJRAGI5勝、JRA年間109勝を挙げ、リーディング4位。対して福永の代役、石橋守の2005年は、JRAで18勝のリーディング49位。福永よりも10歳年上にもかかわらず、JRAGIを勝利したことがない「地味なベテラン騎手」（江面弘也）だった。

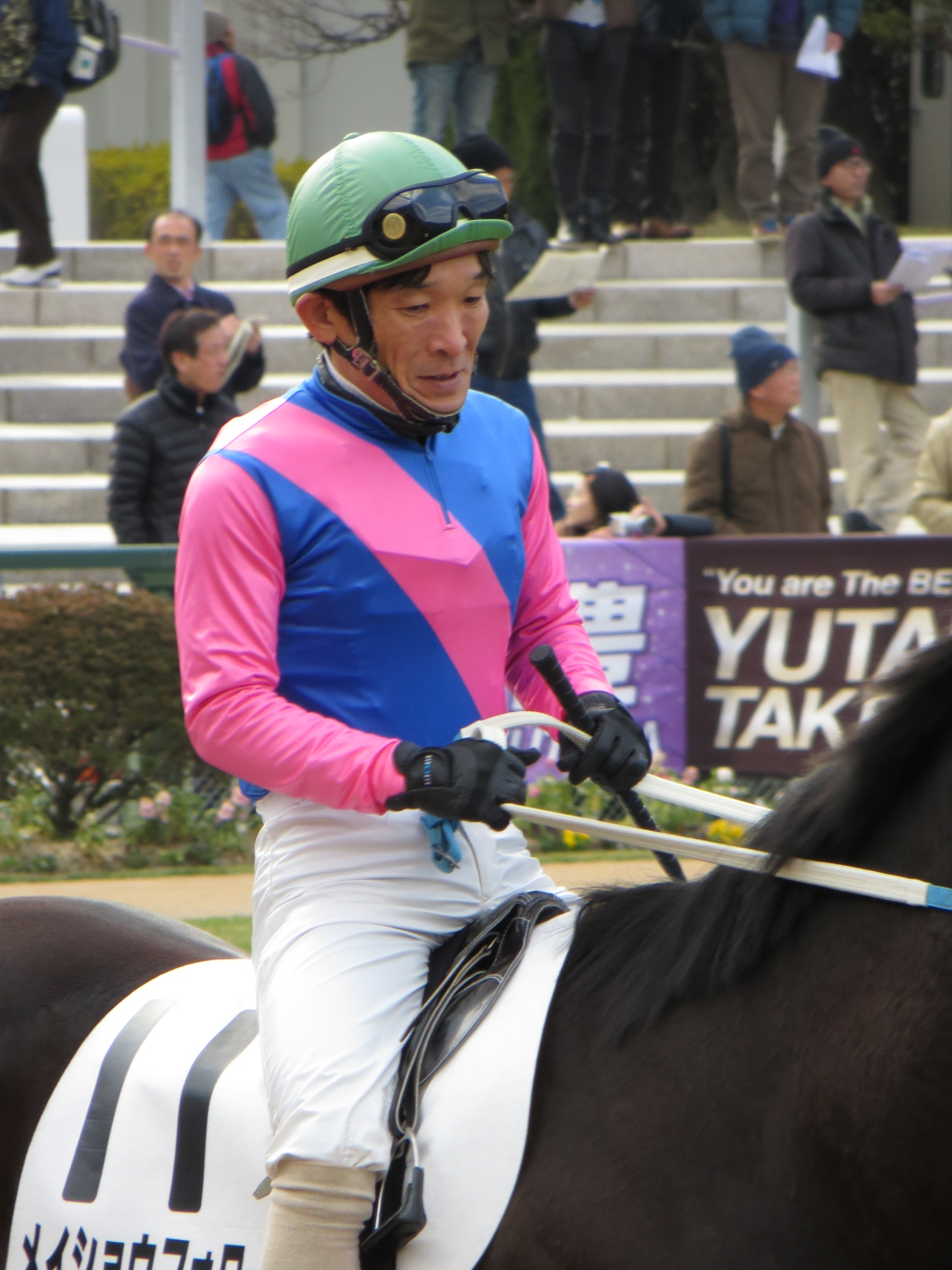
「メイショウ」と石橋（2013年）

そんな石橋が福永の代役として選ばれたのは、夏の本拠を小倉にして瀬戸口厩舎の調教を手伝っていたほかに、瀬戸口と石橋の父がいずれも上田武司厩舎に所属していた縁にあった。石橋守の小さい頃を知っている瀬戸口は、守が大人になり騎手となったにもかかわらず「あの子」と呼ぶ癖が抜けなかったほどの関係であった。加えて、1996年に石橋をゴッドスピードの主戦騎手に据えたことがあり、小倉3歳ステークス（GIII）、府中3歳ステークス（GIII）を勝利し、1997年クラシックを共に戦った過去もあった。

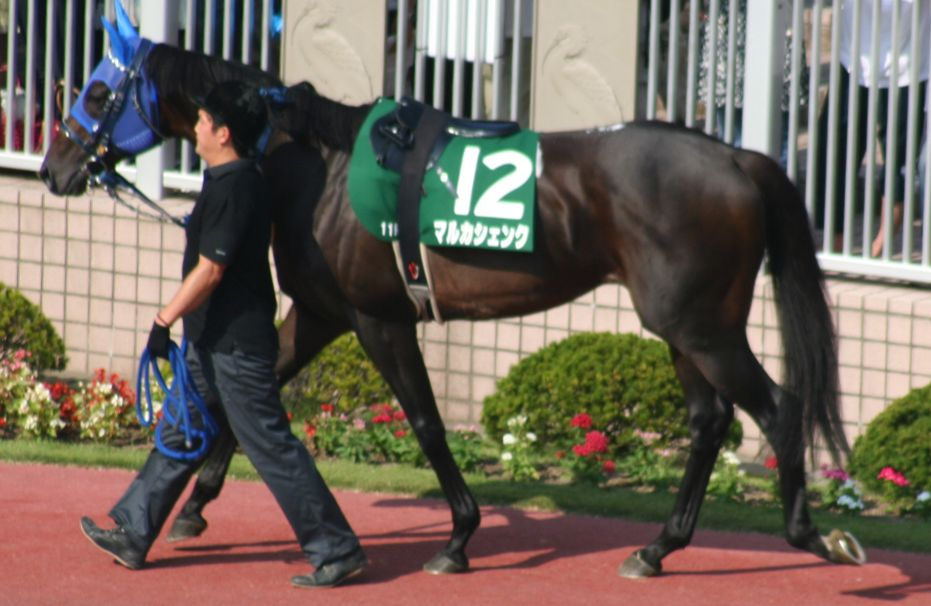
マルカシェンク

新馬戦だけの代役のはずが、その後も主戦騎手としてコンビを継続しているのは、同じ厩舎にメイショウサムソンを上回る評価の同期マルカシェンクがいたためである。2歳時のマルカシェンクは厩舎主戦の福永とともに、新馬、デイリー杯2歳ステークス、京都2歳ステークスと3連勝で注目を集める一方、7戦3勝重賞未勝利のメイショウサムソンの評価はいまひとつだった。デビューした小倉から栗東に戻っても石橋は、メイショウサムソンから離れずにつきっきりで調教を担当。火曜日から金曜日まで騎乗し、悪癖矯正に取り組んでいた。
そして臨んだ皐月賞を優勝。石橋にとっては、騎手デビューから21年1か月、42度目の挑戦で初めてJRAGIタイトルを獲得。グレード制導入後では、ニシノフラワーで1991年阪神3歳牝馬ステークスを勝利した佐藤正雄の22年8か月、パッシングショットで1990年マイルチャンピオンシップを勝利した楠孝志の21年8か月に次いで、史上3番目に遅い、GI初勝利であった。皐月賞の夜の石橋は、武主催の祝勝会に参加して朝5時まで盛り上がり、翌日には東京駅でスポーツ新聞を全紙購入したという。オーナーとして騎手起用について指示をしない方針の松本は、皐月賞優勝の時点で「石橋君を替えようと思ったことですか。全く無いですね。（中略）石橋君も馬のクセを知る努力をしてくれた。いちばん嬉しいのは、私なんかよりも石橋君かもしれんなあ、と思います」と述べている。

## 凱旋門賞参戦
松本は凱旋門賞を「数あるビッグレースのうちで『自分のなかでは一番』」と捉えており、そこに所有馬を出走させることは「馬主としての夢」「生涯の夢」であるとしていた。メイショウサムソンでその凱旋門賞を意識したのは、東京優駿優勝を記念した集まりの際、社台の吉田照哉、吉田勝己兄弟から「この馬は欧州血統だから是非とも凱旋門賞に挑戦させるべきだ」と勧められたことがきっかけだったという。メイショウサムソンが東京優駿を優勝したその年の秋には、クラシック三冠を果たすなど11戦10勝2着1回の身で臨んだディープインパクトが3位入線していた。松本は、ディープインパクトでも通用しなかったことで、一時凱旋門賞参戦を諦めようとも考えたが「あのディープ（インパクト）でさえ負けたんだから、（メイショウ）サムソンで負けても別にどうってことないじゃないかという思いが膨らんできたんです。むしろ気分的には楽やな（カッコ内補足加筆者）」と開き直りに成功している。中でも松本の希望は「最高の状態で、最高のジョッキーで」凱旋門賞に臨むことだった。
約半年後の2007年、4歳となる春、普段は方針について口出ししない松本が、高橋へ外国遠征の意向を伝えている。高橋は、それまで管理馬の外国遠征が実現したことはなかったが構想が持ち上がったのは、1991年秋の短距離界を沸かせたケイエスミラクル以来であった。ケイエスミラクルでは、アメリカのブリーダーズカップに参戦する可能性があったが、1991年末のスプリンターズステークスで故障。予後不良となっていた。

### 乗り替わり
2007年、天皇賞（春）優勝直後の松本は「最高のジョッキー」を手配するための行動に出ている。石橋や騎手13、14人を京都府祇園の料理屋に呼び、天皇賞（春）の祝勝会を催していた。石橋と武豊を両隣に座らせた松本は、その場で「凱旋門賞はユタカで行こうと思う」と宣言。デビューからメイショウサムソンの背にあり続けた石橋を降ろし、「最高のジョッキー」としてフランスでの騎乗経験が豊富な武を起用した。同年の石橋は11勝のJRAリーディング70位。対して武は156勝、6年連続リーディングジョッキーである。石橋は降板宣告に「特に悔しいとも思わなかったし、ショックもなかった。自分はフランスでの騎乗経験がなかったし、ボクがオーナーでも石橋守じゃなくて武豊に手綱を委ねるだろう。」と振り返っている。この後石橋は、降板が決まっていながら、メイショウサムソンと宝塚記念に臨み2着となっていた。当初の予定では、武はフランスのみで、帰国後は石橋に戻る予定であったという。この交代に武はこのように述べている。
鈴木淑子 石橋騎手といえば武さんにとっては幼馴染のお兄さんという感じでしょう。ちょっと複雑な思いでしたか。
武　　豊 いや、それは逆で石橋さんだったからそんな気持ちはなかったです。最初は凱旋門賞ということで話がきて、その前に宝塚記念では石橋さんが手綱を取ったわけですが、「このレースからお前が乗るべき馬だ」と言ってくれていたんです。ここから乗って凱旋門へ、と。そうそう、宝塚のあと、石橋さんの自宅で一晩飲み明かしましたよ（笑）。—『優駿』2008年1月号「【JRA3000勝達成記念 優駿ロングインタビュー】武豊 "レースが楽しい"それが僕の原動力」第2章「今も変わらない、乗ることの楽しさ」より（聞き手:鈴木淑子、構成:優駿編集部）

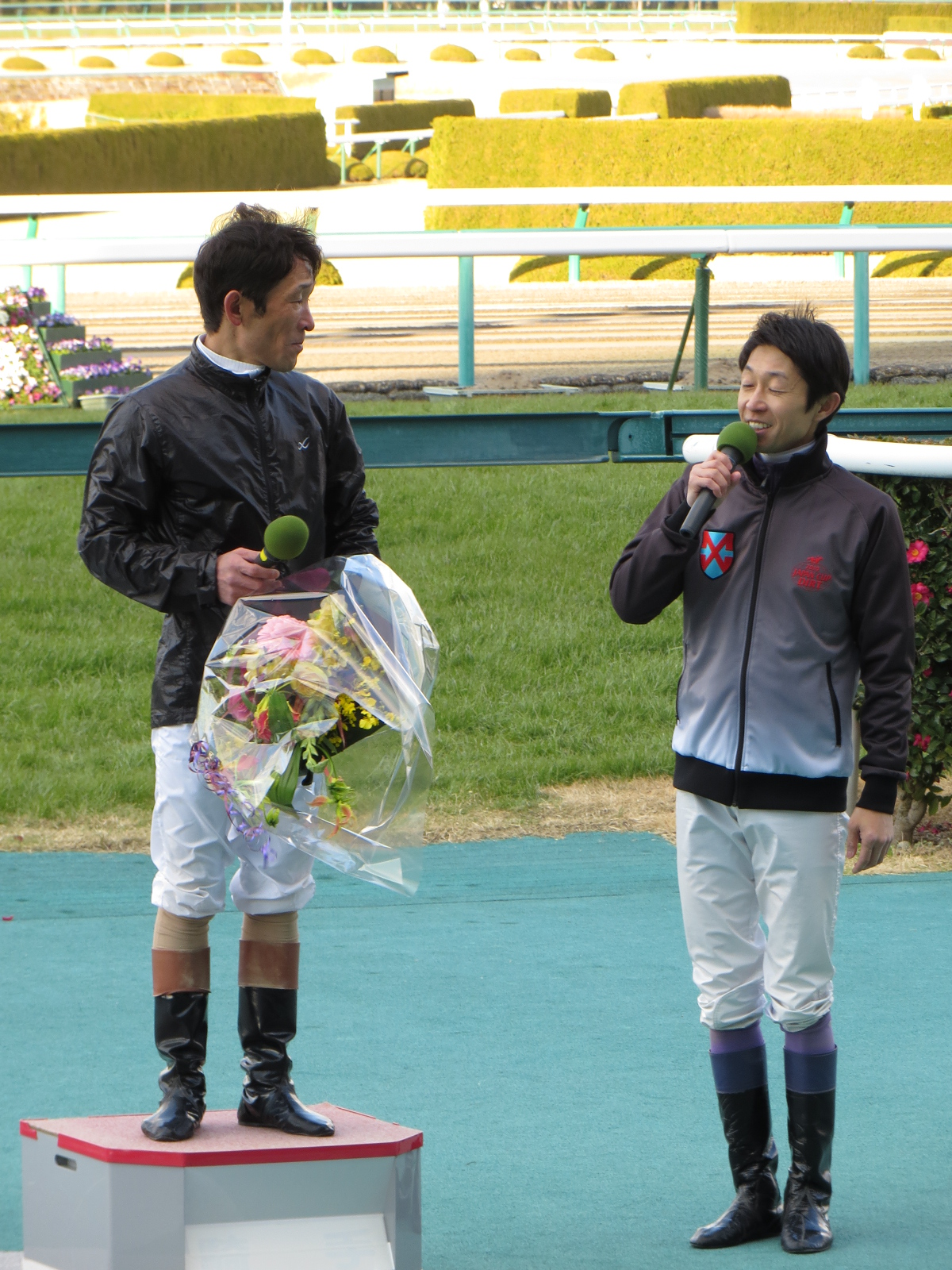
石橋（左）と武（右）（石橋騎手引退セレモニーにて）

武は凱旋門賞参戦に当たり、滞在する厩舎のリストアップをするなど、これまでの経験をもとに外国遠征のない松本や高橋を導いていた。ただしこの年は、メイショウサムソンが馬インフルエンザに感染したことで遠征は中止されている（後述）。国内専念では武の出番はなくなり、石橋の再登板と考えられたが、松本は、国内でも武を起用するよう厩舎側に希望し、石橋の降板と武の主戦騎手就任が決定した。この決断は松本の友人や家族の中でも賛否両論で、特に娘には「お父さんらしくない」と言われたという。理由について松本は「遠征先の厩舎の手配など、彼にはいろいろと世話になったから」「ユタカが乗るサムソンを見たい」の2点を挙げている。後者の理由について、石田敏徳は「自分が所有してきた馬の中でも最強といえる馬に、最高のジョッキーに乗ってもらう――。凱旋門賞に向けていったん具体化させたイメージを、彼はどうしても捨てきれなかったわけである。」、江面弘也は「松本の頭のなかでは最高の騎手が乗って走るメイショウサムソンの姿ができあがってしまっていて、それが脳裏に焼き付いて離れなかった。」と表している。武を迎えたメイショウサムソンは、天皇賞（秋）を優勝した。観戦していた石橋は「憎らしいまでに鮮やかに勝ってしまうあたりさすがと思った（中略）新たな面を引き出してくれた。」と評している。

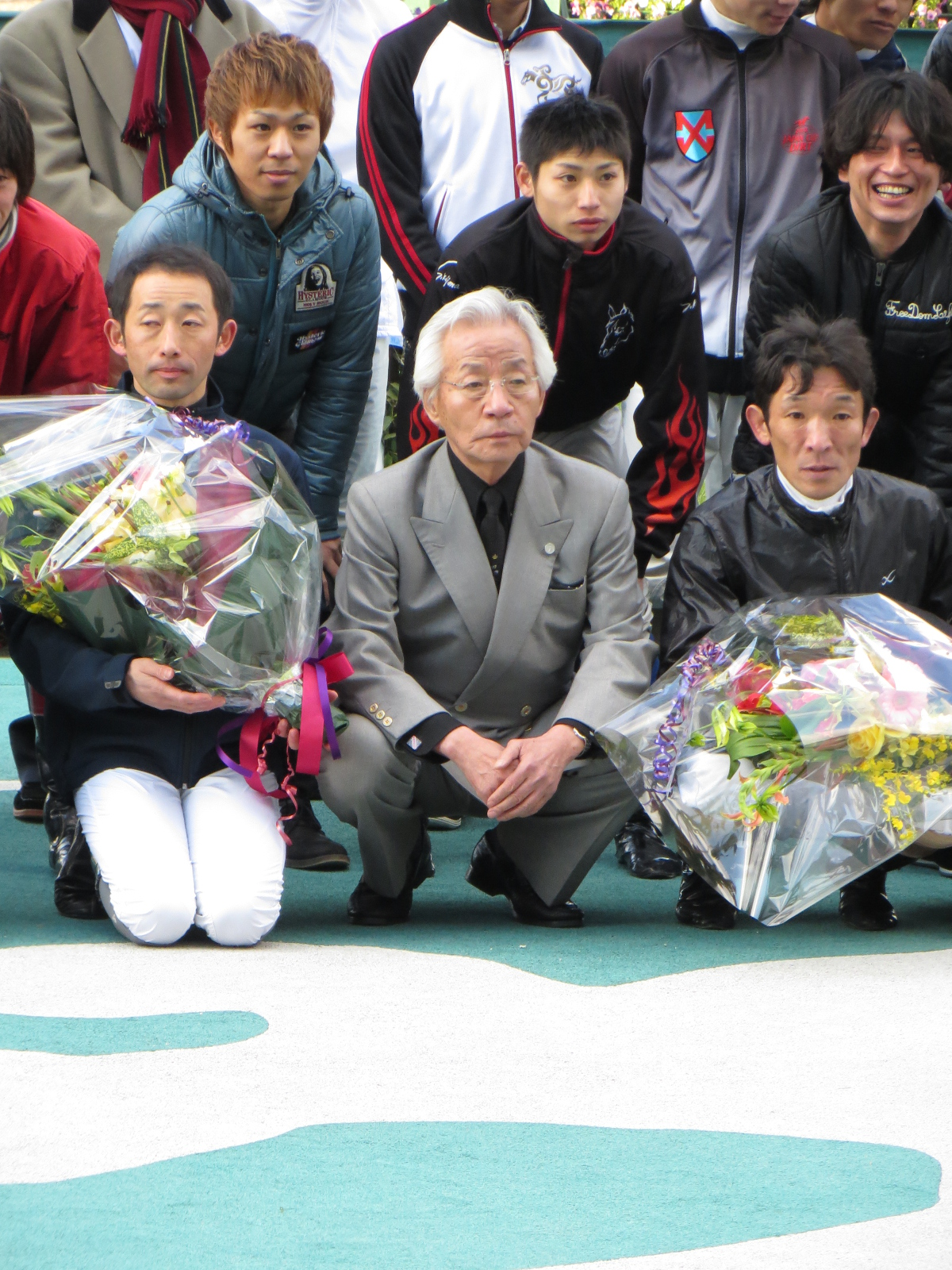
松本（中央下）と石橋（右下）（2013年石橋騎手引退セレモニーにて）

その後石橋は2008年、凱旋門賞遠征から戻って来た直後の11月30日のジャパンカップの鞍上として、1年5か月ぶりの再会を果たしている。これは武が23日に落馬し右尺骨骨幹部を骨折、騎乗不能となったための代役であった。松本は、石橋に自ら電話をかけて騎乗を依頼している。乗り替わりが報じられた当初は、骨折ゆえに引退レース有馬記念には間に合わないとされていたが、武は骨折から27日目に戦線に復帰し、武ととも引退レースに臨んでいた。石橋は「凱旋門賞挑戦プランに端を発した乗り替わりに関してボクはまったくわだかまりがなかったから、松本オーナーは再指名してくれたんだと思う。」と語っている。これらの松本の采配で松本と石橋の関係が、悪化するということはなかった。2013年に石橋が騎手を引退して調教師に転身しているが、2019年8月発行『名馬を読む2』の江面弘也によれば「石橋厩舎に誰よりも多くの馬を預けている馬主」は松本であった。実際に2025年の宝塚記念で石橋に調教師としてのG1初勝利をもたらしたのは松本の所有馬メイショウタバルであり、奇しくもその鞍上は武であった。

### 2007年（断念）

#### 計画
松本は高橋に対し、天皇賞（春）出走前にこのレースを勝利したら凱旋門賞に臨むと告知。そして、天皇賞（春）を勝利後に改めて凱旋門賞挑戦を広く宣言している。遠征は、8月15日に検疫を行い22日に出国、9月16日のフォワ賞（G2）を経て、10月7日の本番に挑むという予定が立てられていた。高橋は凱旋門賞を「あくまでも勝つことが前提の遠征」、フォワ賞を「調教の一環」と捉えていた。
この年は、東京優駿を優勝したウオッカも凱旋門賞遠征を表明しており、2頭で輸送される予定であった。遠征に先立って、高橋はウオッカの調教師角居勝彦とともにフランスに向かい下見を実施。滞在する厩舎は、2002年凱旋門賞挑戦のマンハッタンカフェが滞在したリチャード・ギブソン厩舎とし、角居も同じ選択をしていた。ところが8月8日、相方のウオッカが蹄球炎を発症したために調整が遅れる見通しとなり、遠征を断念。凱旋門賞はメイショウサムソン1頭だけの参戦となったが、検疫や輸送を独りでこなすことは不可能だと高橋は考えていた。そこでウオッカ代わりの帯同馬として、同じ高橋厩舎所属松本所有の3歳牝馬、未勝利のメイショウレッド（父:メイショウオウドウ）を起用した。2頭は成田国際空港からチャーター便で出国する予定だったため、8月15日に美浦トレーニングセンターの検疫厩舎に移動した。

#### 馬インフルエンザ感染
検疫厩舎に入った当日、JRAの美浦および栗東トレーニングセンターにて、1971年以来36年ぶりとなる馬インフルエンザの感染が確認される。すぐに馬の移動規制が敷かれて全頭検査が行われたが感染は拡大、その週の競馬が中止となるほどだった。一方メイショウサムソンは、あくまでも出国を目指しており、感染が確認された美浦や栗東を回避し、福島競馬場や中京競馬場で検疫をこなすことも検討されていた。しかし8月16日に帯同馬のメイショウレッドの感染が判明。さらにその翌17日にメイショウサムソン自身の感染が判明してしまった。ただし感染したといえど、無症状で体調、食欲ともに良好。陰性になるのを待ち、再び検疫期間をとれば出国は可能だったという。日程的には、前哨戦のフォワ賞出走こそ諦めなければならなかったが、凱旋門賞出走自体は可能であり、フランス競馬を統括するフランスギャロもそれを歓迎していた。しかし8月19日、高橋が遠征を断念を発表。31日にJRAから正式発表がなされている。

### 2008年（10着）
この年の遠征計画は、前年に断念した直後に始まっている。松本は「凱旋門賞を来年の最高の目標」としていた。高橋は天皇賞（秋）優勝直後に、凱旋門賞勝利のために半年間ヨーロッパに滞在させる必要があると考えており、ドバイからヨーロッパに渡ってキングジョージ6世&クイーンエリザベスステークスを使い、凱旋門賞に臨むという計画まで具体化させていたという。ただしこの外国を転戦する計画は、松本の耳には届けておらず、松本はとにかく凱旋門賞の出走を要求するのみだった。ドバイ遠征は、前年の馬インフルエンザの影響から、検疫が厳しくなったことも影響して断念。始動戦の大阪杯6着、続く天皇賞（春）は松本が「さわやかな敗戦」と称する2着。この時の巻き返しから松本は、高橋に対して「負けても強かったから、凱旋門賞の登録だけはしておこう」と話していた。高橋はこの2着を「凱旋門賞に踏みとどまった2着」だと表している。
その後、宝塚記念2着を経て改めて凱旋門賞の遠征が発表されている。帯同馬は、高橋厩舎との付き合いが深く、松本にとっては阪神馬主協会の先輩にあたる水戸富雄の所有馬、高橋厩舎の2勝馬ファンドリコンドル（父:エルコンドルパサー）が起用された。7月は栗東の厩舎で調整されたが、猛暑だったために夏負けし体調が芳しくなかった。ヨーロッパへ入るにあたっては、イギリスで滞在してフランスに向かう方法と、フランスに直接に入る選択肢があり、国際通の調教師藤沢和雄や森秀行からイギリス経由が薦められていたという。検疫期間がフランス2週間に対し、イギリスは5日で済むなどの利点があったが、高橋は直接フランスに入ることを選択している。高橋によれば、日本からイギリス、イギリスからフランスという二度の輸送を嫌ったこと、たまたまロンドン行きが欠航したためだという。検疫は福島競馬場で行われた。期間中、福島がたまたま涼しく、体調が回復していた。8月20日、成田国際空港から日本航空6461便で出国している。フランスでは、シャンティイ調教場のミケル・デルザングル厩舎に滞在。当地で厩舎未開業のフランス調教師小林智のサポートを受けた。小林の助言で、フランス製蹄鉄を使用している。10月5日、迎えた凱旋門賞は直線伸びず10着に敗退する。3歳牝馬ザルカヴァが無敗の7連勝、G1競走5勝目。デズモンド・ストーンハム（訳:奥岡幹浩）は、メイショウサムソンについて「序盤にペースが落ちついてしまったことが、彼にとっては厳しい流れとなった（中略）見せ場を作れなかった日本のエースだが、それでも着差をみれば先頭のザルカヴァから僅か6馬身差でしかない。」と述べている。4日にダニエルウィルデンシュタイン賞（G2）で6着となったファンドリコンドルとともに帰国し、10月8日に成田国際空港に到着。秋はジャパンカップ、有馬記念に出走し、競走馬を引退している。

## 血統表
| メイショウサムソンの血統                        | メイショウサムソンの血統                                   | メイショウサムソンの血統 | （血統表の出典）      | （血統表の出典）      |
| 父系                                            | サドラーズウェルズ系                                       | サドラーズウェルズ系     | サドラーズウェルズ系  |                       |
| 父 *オペラハウス Opera House 1988 鹿毛 イギリス | 父の父Sadler's Wells 1981 鹿毛 アメリカ                    | Northern Dancer          | Nearctic              | Nearctic              |
| 父 *オペラハウス Opera House 1988 鹿毛 イギリス | 父の父Sadler's Wells 1981 鹿毛 アメリカ                    | Northern Dancer          | Natalma               |                       |
| 父 *オペラハウス Opera House 1988 鹿毛 イギリス | 父の父Sadler's Wells 1981 鹿毛 アメリカ                    | Fairy Bridge             | Bold Reason           | Bold Reason           |
| 父 *オペラハウス Opera House 1988 鹿毛 イギリス | 父の父Sadler's Wells 1981 鹿毛 アメリカ                    | Fairy Bridge             | Special               |                       |
| 父 *オペラハウス Opera House 1988 鹿毛 イギリス | 父の母Colorspin 1983 鹿毛 イギリス                         | High Top                 | Derring-Do            | Derring-Do            |
| 父 *オペラハウス Opera House 1988 鹿毛 イギリス | 父の母Colorspin 1983 鹿毛 イギリス                         | High Top                 | Camenae               |                       |
| 父 *オペラハウス Opera House 1988 鹿毛 イギリス | 父の母Colorspin 1983 鹿毛 イギリス                         | Reprocolor               | Jimmy Reppin          | Jimmy Reppin          |
| 父 *オペラハウス Opera House 1988 鹿毛 イギリス | 父の母Colorspin 1983 鹿毛 イギリス                         | Reprocolor               | Blue Queen            |                       |
| 母 マイヴィヴィアン 1997 鹿毛 北海道静内町      | 母の父*ダンシングブレーヴ Dancing Brave 1983 鹿毛 アメリカ | Lyphard                  | Northern Dancer       | Northern Dancer       |
| 母 マイヴィヴィアン 1997 鹿毛 北海道静内町      | 母の父*ダンシングブレーヴ Dancing Brave 1983 鹿毛 アメリカ | Lyphard                  | Goofed                |                       |
| 母 マイヴィヴィアン 1997 鹿毛 北海道静内町      | 母の父*ダンシングブレーヴ Dancing Brave 1983 鹿毛 アメリカ | Navajo Princess          | Drone                 | Drone                 |
| 母 マイヴィヴィアン 1997 鹿毛 北海道静内町      | 母の父*ダンシングブレーヴ Dancing Brave 1983 鹿毛 アメリカ | Navajo Princess          | Olmac                 |                       |
| 母 マイヴィヴィアン 1997 鹿毛 北海道静内町      | 母の母ウイルプリンセス 1983 鹿毛 北海道静内町              | *サンプリンス Sun Prince | Princely Gift         | Princely Gift         |
| 母 マイヴィヴィアン 1997 鹿毛 北海道静内町      | 母の母ウイルプリンセス 1983 鹿毛 北海道静内町              | *サンプリンス Sun Prince | Costa Sola            |                       |
| 母 マイヴィヴィアン 1997 鹿毛 北海道静内町      | 母の母ウイルプリンセス 1983 鹿毛 北海道静内町              | エール                   | *フォルティノ Fortino | *フォルティノ Fortino |
| 母 マイヴィヴィアン 1997 鹿毛 北海道静内町      | 母の母ウイルプリンセス 1983 鹿毛 北海道静内町              | エール                   | ガーネツトF-No.3-l    |                       |
| 母系(F-No.)                                     | 3号族(FN:3-l)                                              | 3号族(FN:3-l)            | 3号族(FN:3-l)         | [ § 2 ]               |
| 5代内の近親交配                                 | Northern Dancer 3×4                                        | Northern Dancer 3×4      | Northern Dancer 3×4   | [ § 3 ]               |
| 出典                                            | 1. 2. 3.                                                   | 1. 2. 3.                 | 1. 2. 3.              | 1. 2. 3.              |

- 甥ミトラは 金鯱賞、福島記念の勝馬[198]。
- 4代母ガーネツトは1959年の有馬記念、天皇賞（秋）の勝馬[98]で、牝系を遡ると、小岩井農場の基礎輸入牝馬の1頭であるフロリースカツプにたどり着く。
- 近親にポレール（中山大障害3連覇）、メジロマイヤー（きさらぎ賞、小倉大賞典）など[98]。